# Augsburger Dom

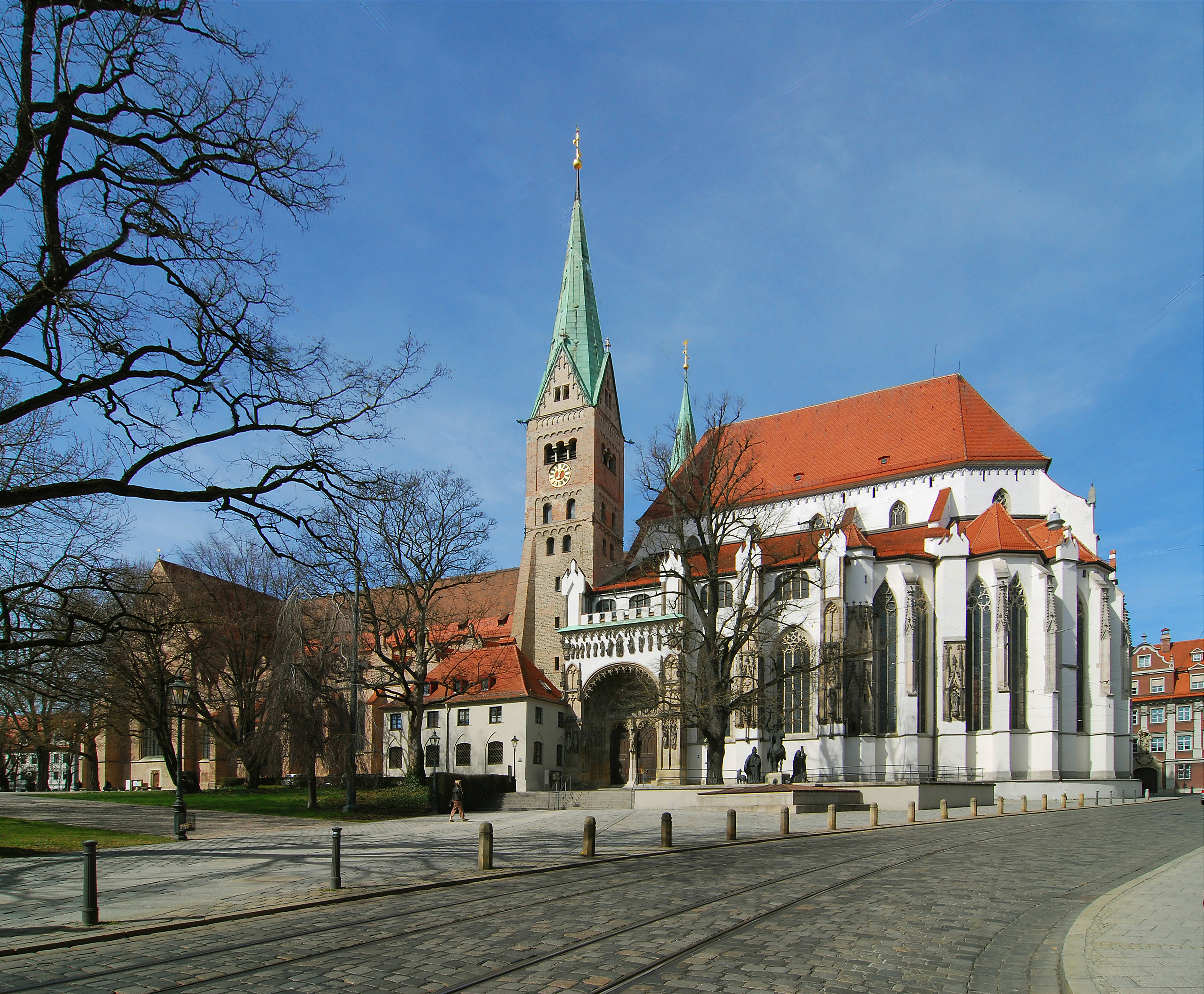
Augsburger Dom von Südosten (2011)

Der Hohe Dom Mariä Heimsuchung zu Augsburg, kurz Augsburger Dom, ist die Kathedrale des Bistums Augsburg und Stadtpfarrkirche der Dompfarrei Zum Heiligsten Herzen Jesu. Er gilt als einer der bedeutendsten Kirchenbauten Bayerns und eine der meistbesuchten Sehenswürdigkeiten der Stadt Augsburg. Die Ursprünge des Domes datieren auf das 8. Jahrhundert. Die heutige Anlage entstand im Kern ab 995. Der Dom stellt die einzige erhaltene ottonische Bischofskirche Deutschlands dar. Das romanische Langhaus wurde im 14. Jahrhundert um einen gotischen Hochchor erweitert. 1690 diente der Augsburger Dom als Krönungskirche Joseph I. zum römisch-deutschen König und Eleonore Magdalene zur römisch-deutschen Kaiserin.

## Geschichte

### Vorgeschichte

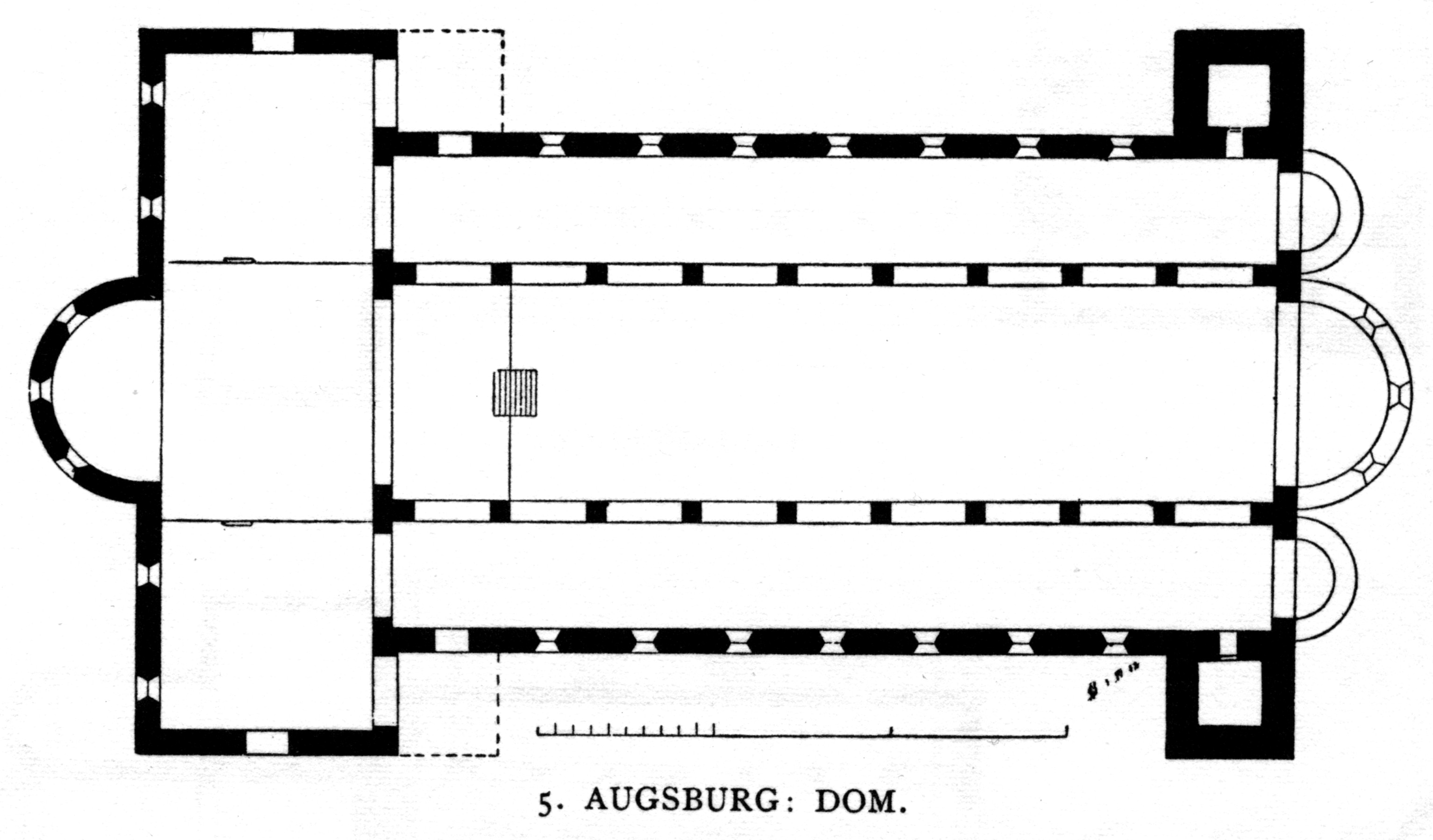
Grundriss des ehemaligen romanischen Doms, erbaut 995–1006

Der Dom liegt innerhalb der Stadtmauern der ehemaligen römischen Provinzhauptstadt Augusta Vindelicum. Unter dem romanisch-gotischen Dom konnten 1978/79 Fundamente aus dem 4. Jahrhundert ergraben werden, die möglicherweise auf eine frühchristliche Kirche und einen Bischofssitz hinweisen. Allerdings wurden hierfür bisher noch keine Nachweise in den Quellen gefunden. Auf eine christliche Gemeinde dieser Zeitstellung deutet nur eine Grabinschrift, die im Bereich der ehemaligen Johanneskirche neben dem Dom gefunden wurde. Neuere Thesen vermuten einen möglichen spätantiken bischöflichen Kirchenbezirk im Bereich der heutigen Abtei St. Stephan.
Die ersten nachweisbaren Dombauten entstanden unter den Bischöfen Wikterp († um 772) und Simpert, dessen Bischofskirche 805 geweiht wurde. Die älteste erhaltene urkundliche Erwähnung des Mariendomes stammt von 822. Beschädigungen infolge der Ungarneinfälle ließ Bischof Ulrich ab 923 beseitigen. Der Westbau stürzte 994 ein, unmittelbar danach begann Bischof Liutold mit Unterstützung von Kaiserin Adelheid – die den Einsturz angeblich in einer Vision vorausgesehen haben soll – mit einem Neubau des Domes. Dieser begann mit Westchor und nördlichem Querhaus und war wohl schon im Jahr 1006 mit dem Mittelschiff fertiggestellt. Er bildet mit Westquerhaus und Mittelschiff immer noch den Kern des heutigen Domes.
Weitere größere Baumaßnahmen gab es unter Bischof Heinrich II. Ihr genaues Ausmaß ist unklar, gesichert ist aber, dass es sich hierbei um Veränderungen an einem vollständigen Bauwerk handelte und nicht um die Fertigstellung eines unterbrochenen Baus. Abgeschlossen waren diese Umbauten unter Heinrichs Nachfolger Embriko, der 1065 einen Hauptaltar im Westchor weihte. In einer weiteren Baumaßnahme wurde um das Jahr 1178 das komplette Quer- und Langhausdachwerk ersetzt.

### Erweiterungen

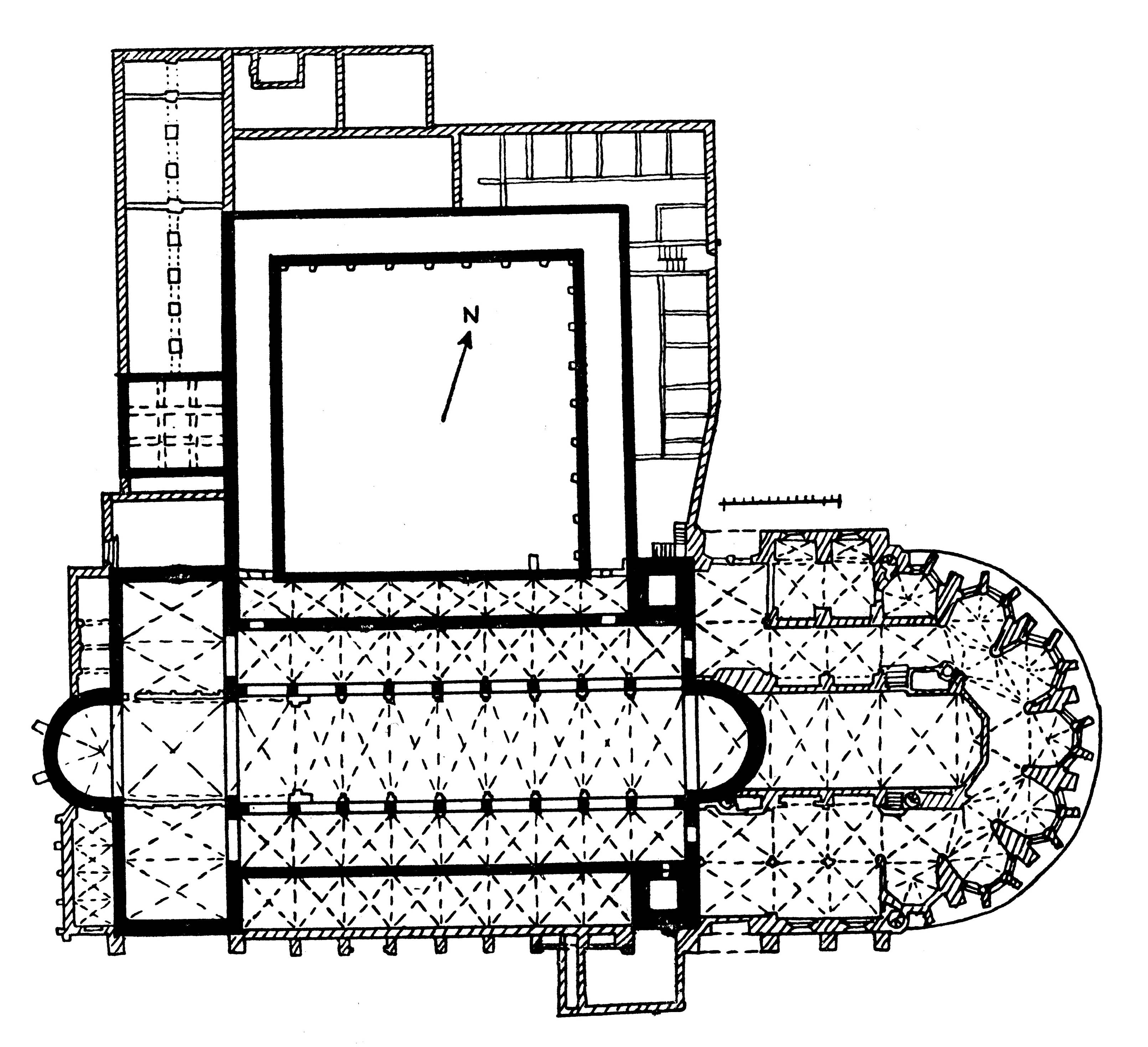
Grundriss des erweiterten Doms

Ab 1331 wurde der bis dahin romanische Dom in gotischen Formen ausgebaut. Er erhielt doppelte Seitenschiffe, wie sie zu dieser Zeit auch am Kölner Dom entstanden, und im Mittelschiff spitzbogige Kreuzrippengewölbe. Bischof Marquard I. von Randeck legte 1356 den Grundstein für den mächtigen Ostchor, der erst 1431 vollendet war. Der Ostchor des Augsburger Domes ist das Ergebnis einer komplexen Baugeschichte. Durch jüngere Untersuchungen konnte die komplizierte Planungs- und Bauabfolge geklärt werden: 1356–69 wurden unter Marquard I. von Randeck und Walter II. von Hochschlitz die Umfassungsmauern des Kapellenkranzes errichtet, 1369–75 folgte der Bau der Außenmauern des Langchores nach vereinfachtem Plan, möglicherweise für einen Hallenchor, 1375–96 wurde unter Burkhard von Ellerbach der Rohbau mit dem Chorobergaden fertiggestellt, dessen Polygonschluss bis zur Achskapelle vorgeschoben wurde, 1400–13 wurde der Chor unter Anselm von Nenningen eingewölbt und 1424–50 unter Kardinal Peter von Schaumburg der Innenausbau vollendet. Als Erstplanung konnte ein anspruchsvoller kathedralgotischer Chorumgang mit offenem Strebewerk identifiziert werden, der dann in vereinfachter Form vollendet wurde. Seine ursprüngliche Konzeption hatte eine Nachbildung des monumentalen Kölner Domchores vorgesehen. Dessen auf regelmäßiger Triangulatur aufbauendes Grundrissschema wurde in Augsburg angewandt.
Als Baumeister des Augsburger Ostchores konnte entsprechend der bisherige Parlier an der Kölner Dombauhütte, Heinrich Parler der Ältere, namhaft gemacht werden, der ab 1351 auch den Chorbau am Heilig-Kreuz-Münster von Schwäbisch Gmünd leitete. Die originale Grundrisszeichnung des Augsburger Domostchores hat sich in einer Nachzeichnung der Zeit um 1500 erhalten und bestätigt damit die Erstplanung als voll ausgebildeter kathedralgotischer Umgangschor. Den neuen Chor überragten die Kirchtürme kaum noch.
Die Aufstockung des Südturms in romanischem Stil erfolgte erst in der Zeit der Spätgotik, 1487, fast ganz in Backstein. Die Steinsäulen der Triforien stammten wahrscheinlich aus dem Geschoss darunter, dessen Fenster zur Verbesserung der Stabilität zugemauert wurden.

### Neuzeit

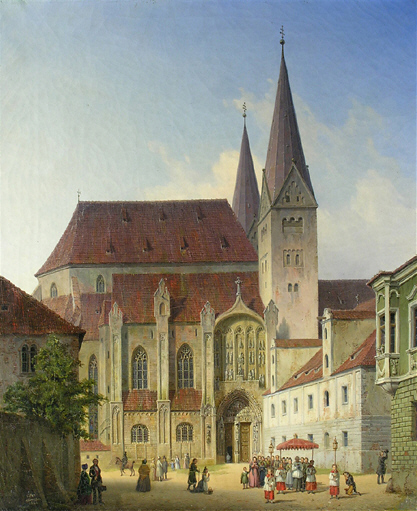
Augsburger Dom von Norden (1844)

1537–1548 verwüsteten protestantische Bilderstürmer das Gotteshaus. Die zerstörte Ausstattung wurde während der Gegenreformation allmählich ersetzt. Auch der Nordturm wurde 1565, ebenfalls in romanischem Stil, erhöht. 1655–1658 wurde das Dominnere in barocken Formen um- und ausgestaltet. Später kamen noch einige Kapellenanbauten hinzu. Erhalten hat sich hiervon jedoch nur der Zentralbau der Marienkapelle am Kreuzgang.
Zwei Tage nach seiner Proklamation in der Sakristei von St. Ulrich und Afra krönte am 26. Januar 1690 Erzbischof Anselm Franz von Mainz im Dom Erzherzog Joseph zum römisch-deutschen König. Darauf folgte im Goldenen Saal des Augsburger Rathauses ein feierliches Bankett. Wenige Tage zuvor, am 19. Januar 1690, fand ebenfalls im Dom die Krönung Eleonore Magdalene von Pfalz-Neuburg zur römisch-deutschen Kaiserin durch den Erzkanzler Placidus von Droste statt. Die Messe hielt ihr Bruder Alexander Sigismund von der Pfalz, seit 1690 Fürstbischof von Augsburg. Der Pfälzer Erbfolgekrieg zwang Kaiser Leopold I. das Ereignis einmalig von Frankfurt am Main nach Augsburg zu verlegen.
1808/09 wurde die Bebauung südlich der Kathedrale abgebrochen und ein Parade- und Exerzierplatz angelegt. Von 1852 bis 1863 wurde die Barockausstattung beseitigt und der Dom im Sinne der Neugotik „mittelalterlich“ gestaltet. Die historisierende Ausstattung ergänzten Zukäufe bedeutender mittelalterlicher Gemälde und Plastiken. 1934 wurde die mittelalterliche Raumgestalt rekonstruiert und die Farbfassung wiederhergestellt, um die neugotischen Aspekte im Dom zu reduzieren.
Im Zweiten Weltkrieg blieb der Augsburger Dom weitgehend verschont. Lediglich bei den schweren Luftangriffen in der Nacht vom 25. auf den 26. Februar 1944 erlitt das Gebäude leichte Schäden. Rund 70 Bombentreffer wurden gezählt, doch ein rascher und koordinierter Löscheinsatz der Brandwache unter Leitung des damaligen Domkaplans Aichele verhinderte größere Zerstörungen. Unterstützt wurde die Aktion von einer Gruppe Soldaten, die einen gefährlichen Brand über der Marienkapelle erfolgreich eindämmten. Weitere Hilfe blieb aus, da das Löschen von Kirchengebäuden der örtlichen Feuerwehr untersagt war.

### Gegenwart
Das Innere wurde 1983/84 umfassend restauriert und saniert. Massive umweltbedingte Schäden erforderten in den letzten Jahrzehnten den Austausch der meisten Bauteile aus Sandstein. Das neue Bronzeportal am Chor, geschaffen von Max Faller kam 2001 hinzu.
Bei seinem Augsburg-Besuch feierte Papst Johannes Paul II. am 3. Mai 1987 die Heilige Messe im Augsburger Dom. Sie sollte eigentlich an der Sportanlage Süd stattfinden, musste aber aufgrund eines Unwetters kurzfristig in die Kathedrale verlegt werden. Im Juli 2013 beschädigte ein 26-jähriger Mann zwei spätgotische Fenster des Augsburger Doms durch Steinwürfe. Betroffen waren die Fenster St. Ursula und Anbetung der Könige.

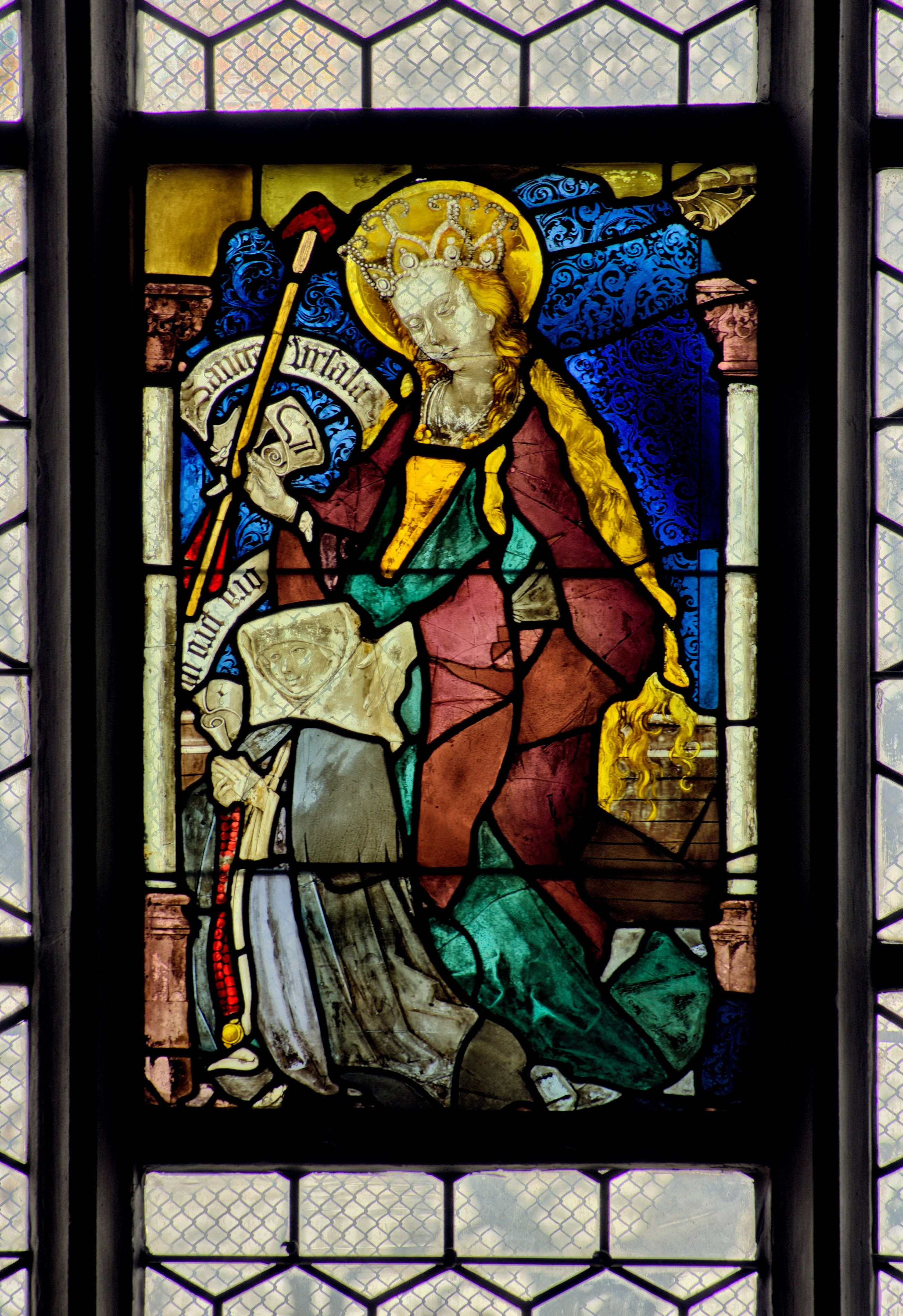
Das St.-Ursula-Fenster, das am 31. Juli 2013 beschädigt wurde

Anlässlich von Reparaturarbeiten an der Nordturmspitze im Mai 2018 wurde dessen Turmkugel abgenommen und geöffnet. Dabei kamen Dokumente aus den Jahren 1598, 1848 und 1952 zum Vorschein, die bei Bauarbeiten in den jeweiligen Jahren in der Kugel hinterlassen wurden. Ähnliche Funde gab es bereits bei der Öffnung der südlichen Domturmkugel 1999; sie reichten bis 1490 zurück und sind seitdem im Diözesanmuseum St. Afra ausgestellt.
Zur Erinnerung an die „Augsburger Bombennacht“ vom 25. auf den 26. Februar 1944 wurde Anfang März 2019, also 75 Jahre nach dem Ereignis, an der Konradsäule des Hohen Doms eine Gedenktafel angebracht. Die Konradsäule dient als Weihwasserbecken. Gekrönt ist sie mit der Augsburger Zirbelnuss. Sie stammt vom Bildhauer Georg Chorherr und wurde nach dem Krieg als Zeichen des Dankes für die Verschonung des Doms errichtet.
Die Gedenktafel soll an den damaligen Domkaplan, Johann Aichele, und jugendliche Ministranten erinnern, die in der Bombennacht die von den Flugzeugen abgeworfenen Brandbomben zusammen mit vielen anderen aus dem Dachstuhl entfernten und den Dom damit vor der Zerstörung bewahrten.
Der Augsburger Dom untersteht dem Patrozinium Mariä Heimsuchung.

## Baubeschreibung
Die beiden Glockentürme des Hohen Domes sind von weiten Teilen der Augsburger Innenstadt aus zu sehen. Sie gehören mit 62 Metern Höhe neben der Basilika St. Ulrich und Afra und dem Perlachturm zu den höchsten Gebäuden der historischen Altstadt von Augsburg.
Der Dom ist 113,25 m lang, das Langhaus 38,70 m breit. Die Höhe des Mittelschiffs beträgt 17,80 m und die des Presbyteriums des Ostchors 28 m.

### Außenbau

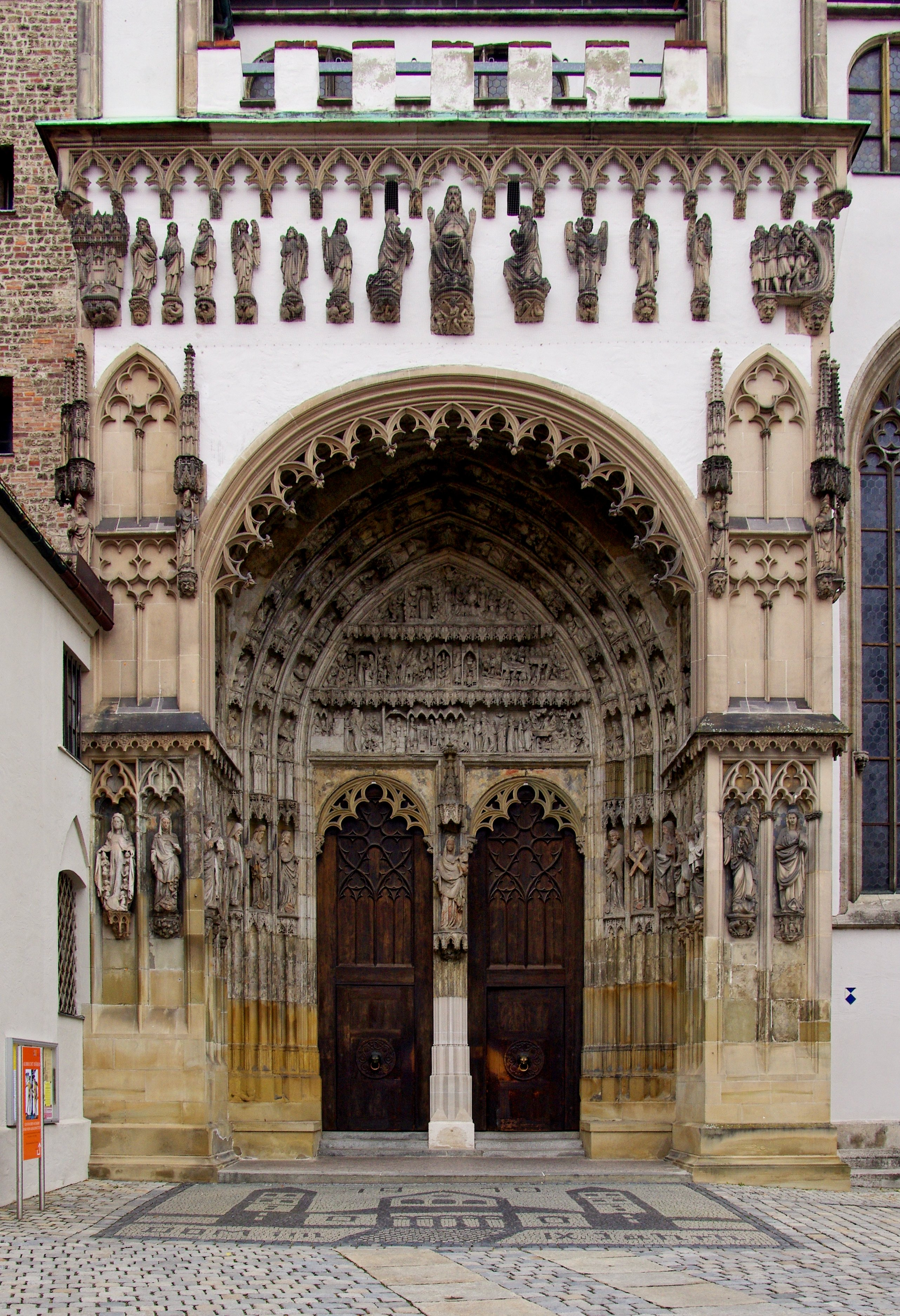
Das Südportal von ca. 1360

Der Augsburger Dom ist eine lang gestreckte, fünfschiffige Basilika mit einem östlichen Umgangschor und einem einschiffigen Westchor. Der Westapsis ist ein Querhaus vorgelagert. Die beiden romanischen Türme vor dem Ostchor sind aus Bruchsteinen aufgemauert und werden durch Lisenen und Bogenfriese gegliedert. Den Abschluss bilden hohe Spitzhelme mit Dreiecksgiebeln.
Die doppelten Seitenschiffe der Langhaussüdseite aus unverputztem Ziegelmauerwerk werden außen von einfachen Strebepfeilern gestützt. Die quergestellten Satteldächer über den Gewölben sind hinter dreieckigen Zinnengiebeln verborgen. Das offene Strebensystem ist in der Dachzone versteckt. Die ursprünglichen Fensteröffnungen der schmucklosen Hochschiffwand wurden vermauert.
Der gotische Ostchor ist weiß verputzt, die reiche Architekturgliederung steinsichtig belassen, aber größtenteils erneuert. Bedingt durch einige Planungsänderungen vermittelt der Chorbau einen „unfertigen“ Eindruck. Die Architektur folgt im Grundriss dem „französisch-kathedralen“ Grundmuster. Der basilikale Mittelraum wirkt hingegen plump und wie eine Notlösung. Die Dachflächen über den Kapellen sind weit nach oben gezogen, geschlossene Strebemauern stützen den Obergaden an Stelle offener Strebebogen. Diese „unbeholfene“ Chorlösung mit ihrer unorganischen Verbindung von Umgang und Chorschluss irritiert vor allem durch die fensterlosen oder nur durch kleine Fensteröffnungen belichteten kahlen Wandflächen. Ursprünglich war, wie die Baugeschichte gezeigt hat, ein offenes Strebesystem vorgesehen, es wäre also ein „klassischer“ Kathedralchor französischen Schemas entstanden.
Das prachtvolle Südportal (um 1356) des Ostchors – es trägt das Meisterzeichen Heinrich Parlers – wendet sich als Schaufassade der bürgerlichen Reichsstadt zu. Die Vorhalle liegt zwischen zwei Strebepfeilern und wird durch Maßwerkblenden und -friese gegliedert. Der Skulpturenschmuck ist größtenteils verwittert oder erneuert. In den Gewänden des Portals stehen Apostelfiguren, am Mittelpfeiler die Gottesmutter. Das dreiteilige Tympanon zeigt vielfigurige Szenen aus dem Marienleben. Der Südeingang ist die aufwendigste Portalanlage des 14. Jahrhunderts in Süddeutschland. In Konzeption und Ausführung lassen sich Parallelen zum Heilig-Kreuz-Münster in Schwäbisch Gmünd erkennen. Das Nordportal ist wesentlich einfacher und nahezu vollständig erneuert. Der ursprüngliche künstlerische Rang lässt sich deshalb nur noch erahnen. Das originale Tympanon wurde auf der Rückseite im Dominneren geborgen. Es zeigt die Anbetung der Könige, die Verkündigung und Geburt Christi sowie den Tod und die Krönung Marias. Eine Inschrift am Mittelpfeiler datiert das Portal auf 1343. Im Norden fügt sich der Klausurbezirk mit dem Kreuzgang an das Langhaus an. Vom nördlichen Seitenschiff aus ist die barocke Marienkapelle im Winkel zwischen Kreuzgang und Kirche zugänglich.

### Innenraum

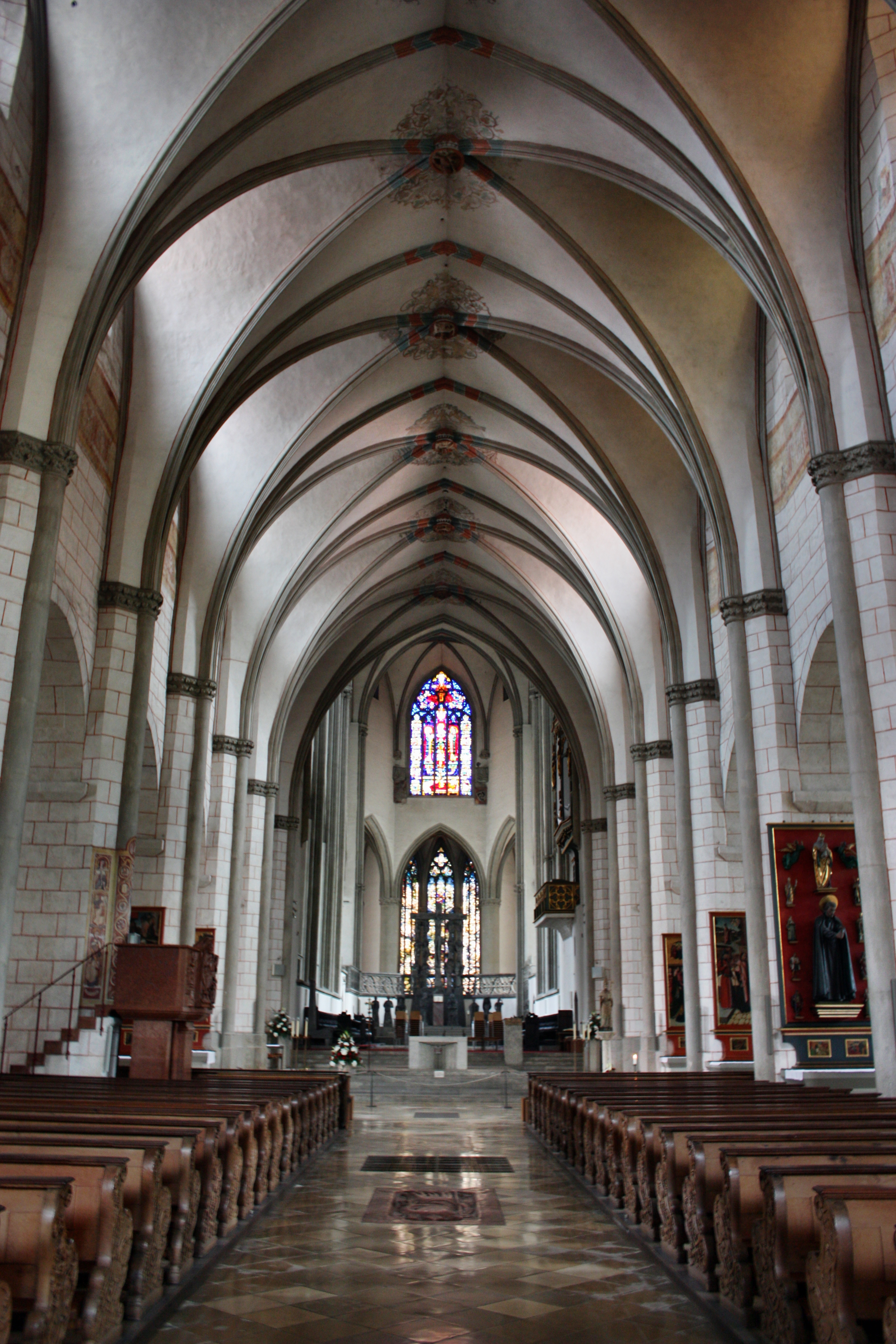
Blick durch das Mittelschiff auf den Ostchor

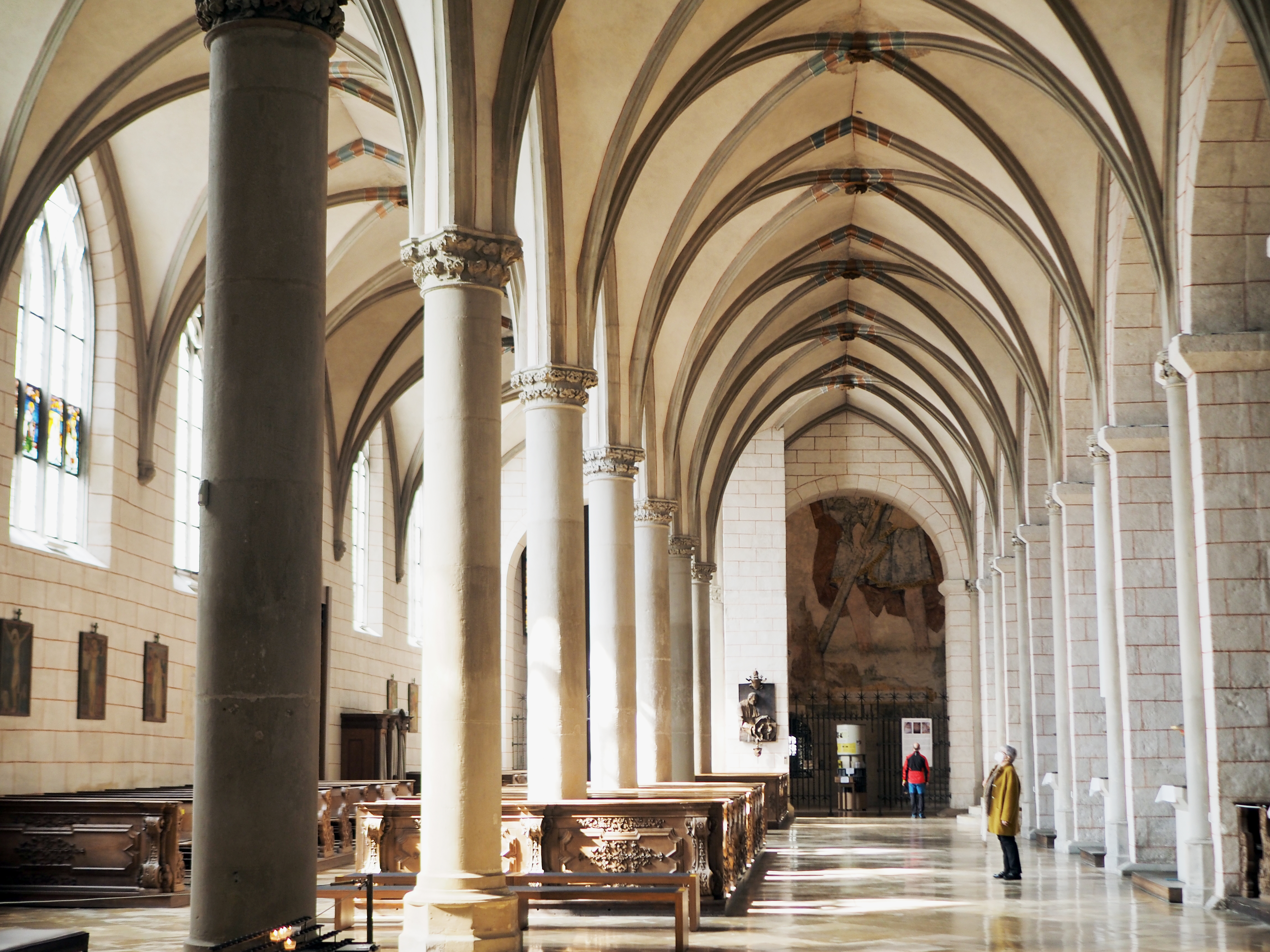
Das südliche Seitenschiff, Sicht auf die Westwand mit dem Fresko des Hl. Christophorus

Das Südportal öffnet sich zur zweischiffigen Chorhalle. Rechts schließt sich der Umgang mit den Kapellen an. Hinter steinernen Chorschranken mit Maßwerkbrüstungen liegt das – leicht erhöhte – Presbyterium des Ostchores. Die Kreuzrippengewölbe des Hochchores ruhen auf dreifachen Diensten und Blattkonsolen, die Gewölbe des Umganges auf einfachen Diensten. Im Norden des Umgangs sind zwei Kapellen auf halber Höhe abgemauert und dienen als Sakristei. Den ungewöhnlichen Abschluss des Hochchores bildet ein großes Ostfenster im Obergaden, dessen bildhafte Wirkung vielleicht auf Anregungen zeitgenössischer Zisterzienserarchitektur zurückzuführen ist.
Das Mittelschiff des Langhauses geht noch auf den ottonischen Dom zurück – errichtet ab 995 –, dem die gotischen Kreuzrippengewölbe aufgesetzt wurden. Der Gewölbescheitel liegt unterhalb der einstigen Flachdecke. Die figürlichen Schlusssteine zeigen die Propheten, ein Wappen, einen einbeinigen Meermann und den hl. Johannes. Links und rechts schließen sich die Hallenräume der doppelten Seitenschiffe an, deren Gewölbe von Rundpfeilern getragen werden. Die Wandflächen werden durch eine aufgemalte rote Quaderung gegliedert.
Unter dem Westchor liegt eine Doppelkrypta, die 1979–1981 rekonstruiert wurde. Sie ist den Aposteln Petrus und Paulus geweiht und enthält Freskenfragmente aus dem 13.–16. Jahrhundert. Im älteren Westteil tragen vier Säulen die Decke. Der darüber liegende Westchor ist gegenüber dem Langhaus um einige Stufen erhöht. Die Kreuzrippengewölbe sitzen hier auf Konsolen mit figürlichen Darstellungen, Masken und Blattwerk. Die seitlichen Chorschranken schuf Burkhard Engelberg 1501. Unter Maßwerkbrüstungen liegen Blendfelder mit reichen Kompositionen aus Fischblasen über Spitzbogenarkaden. Kielbogenportale ermöglichen den Zugang in den Chor.
Auch die Kreuzgratgewölbe der vierschiffigen Ostkrypta (Mitte 12. Jahrhundert) werden von kurzen Säulen gestützt.

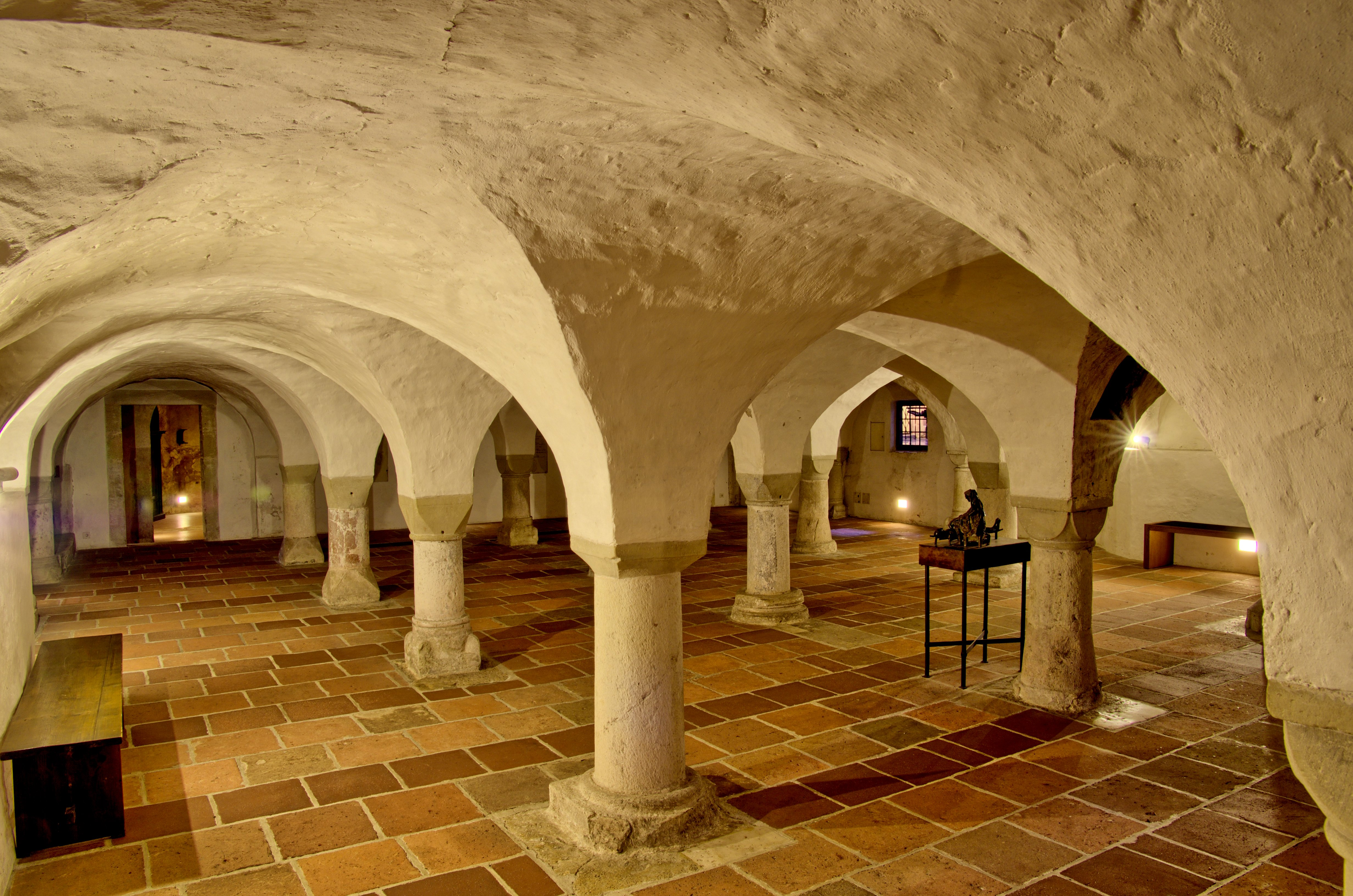
Die romanische Ostkrypta unter dem Westchor …
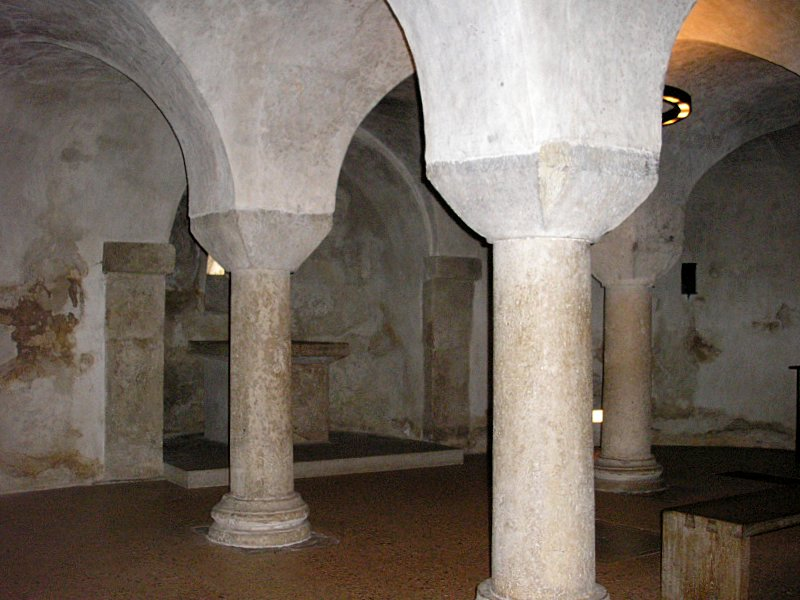
… und die Westkrypta
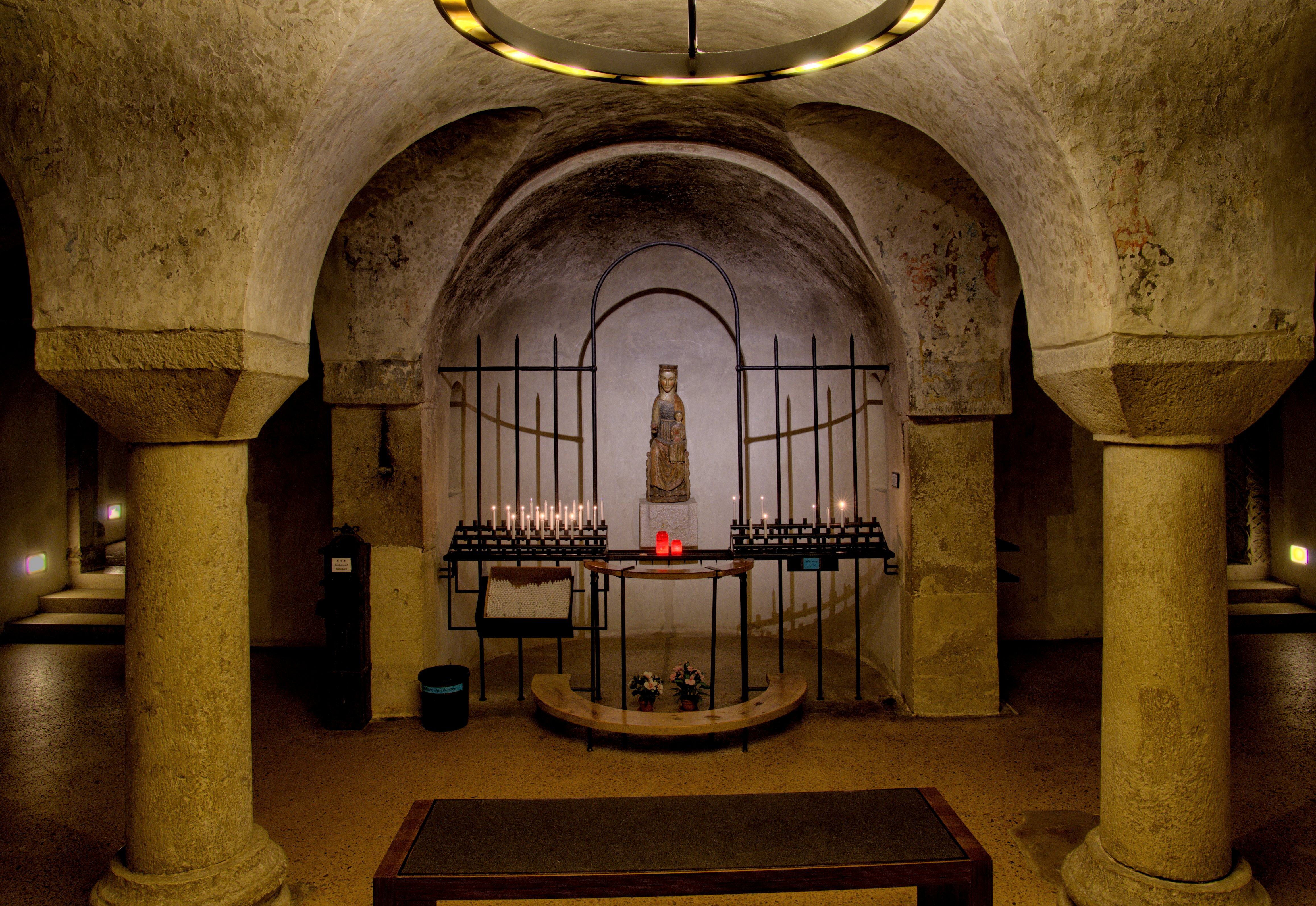
Romanische Madonna (um 1300) in der Krypta
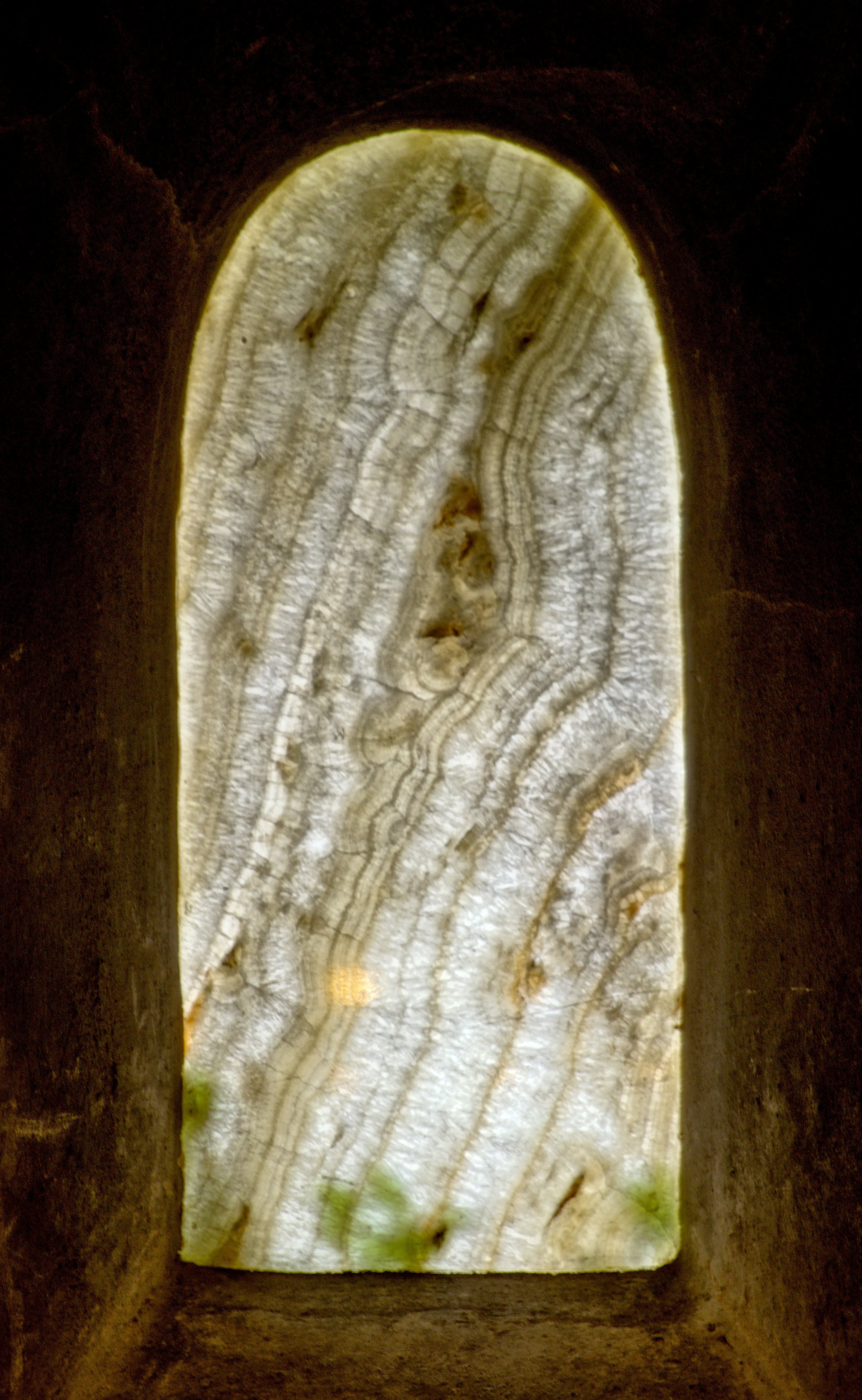
Das Gipsfenster in der Krypta

## Ausstattung

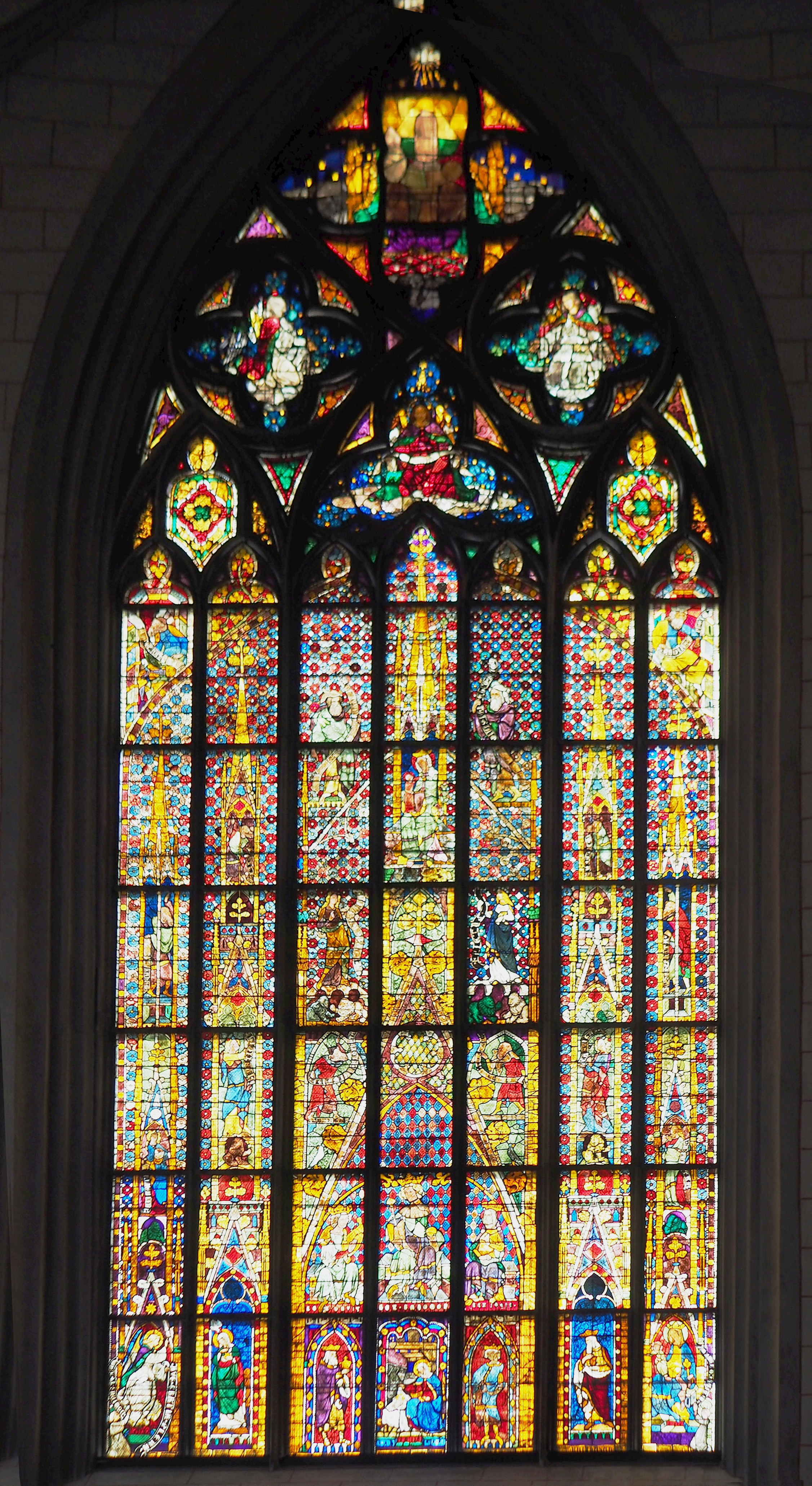
Spätgotische Glasmalerei von Peter Hemmel von Andlau (um 1490)

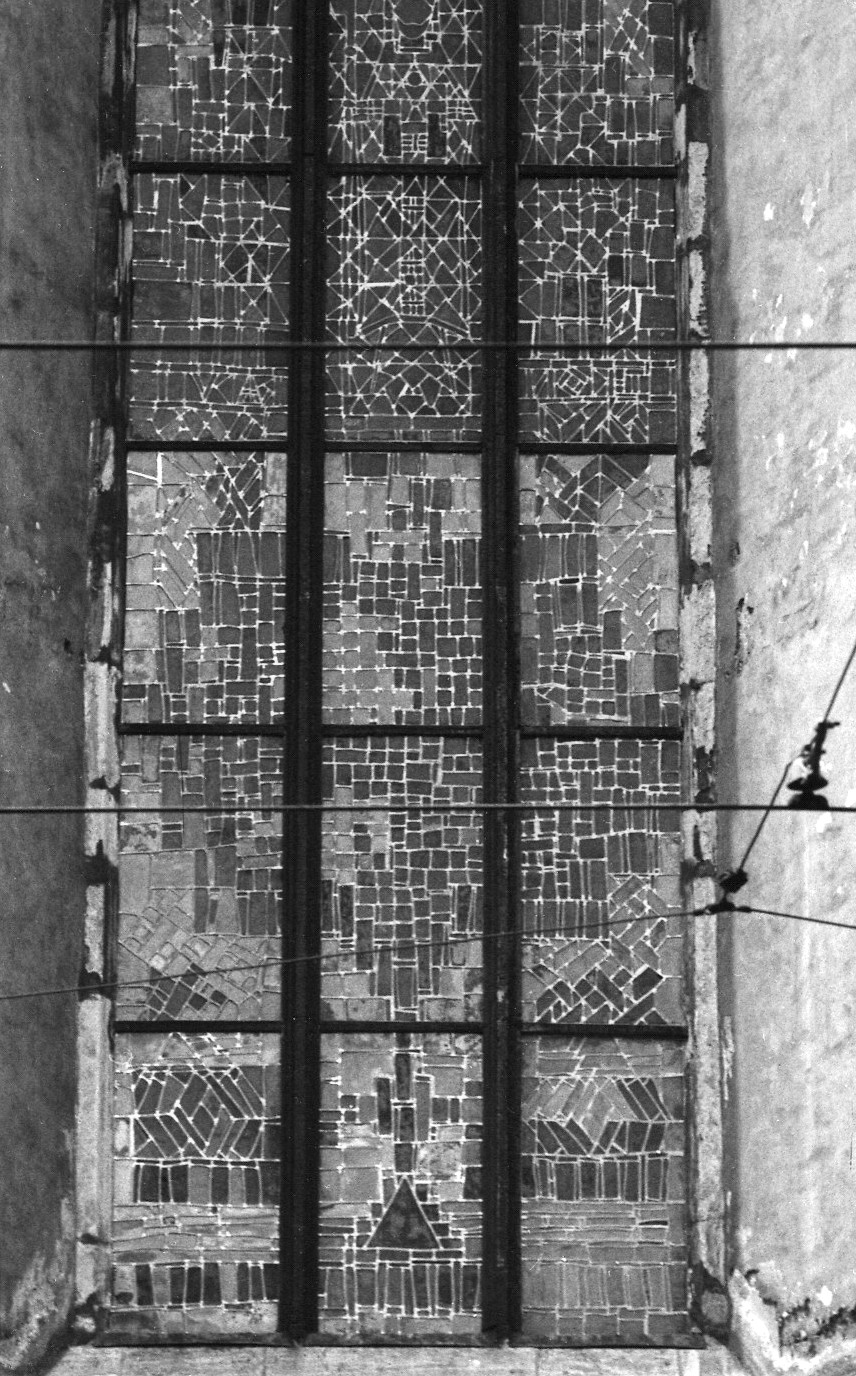
Außenansicht eines Teiles des Konradus-Fensters

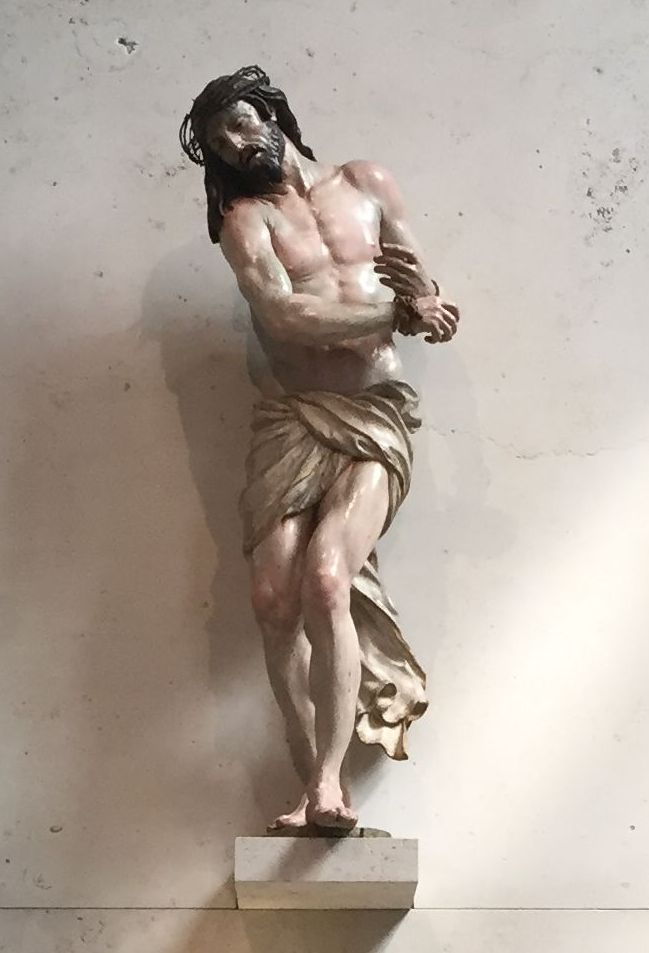
Ecce-Homo-Skulptur von Georg Petel

Die mittelalterliche Ausstattung wurde durch den Bildersturm der Reformationszeit stark reduziert. Im Zuge der Regotisierung im 19. Jahrhundert wurden nichtmittelalterliche Ausstattungsstücke weitgehend entfernt und durch Zukäufe aus dem Kunsthandel und Translozierungen ersetzt. 1934 wiederum fiel die neugotische Ausstattung einer erneuten Geschmackswandlung zum Opfer. Auch in der Phase der „Enthistorisierung“ in den 1970er-Jahren kam es zu weiterem Verlust: Die originalen Baldachine des Chorgestühles aus der Zeit um 1430 wurden fälschlicherweise als neugotisch eingestuft und 1970/71 abgebaut.

### Langhaus

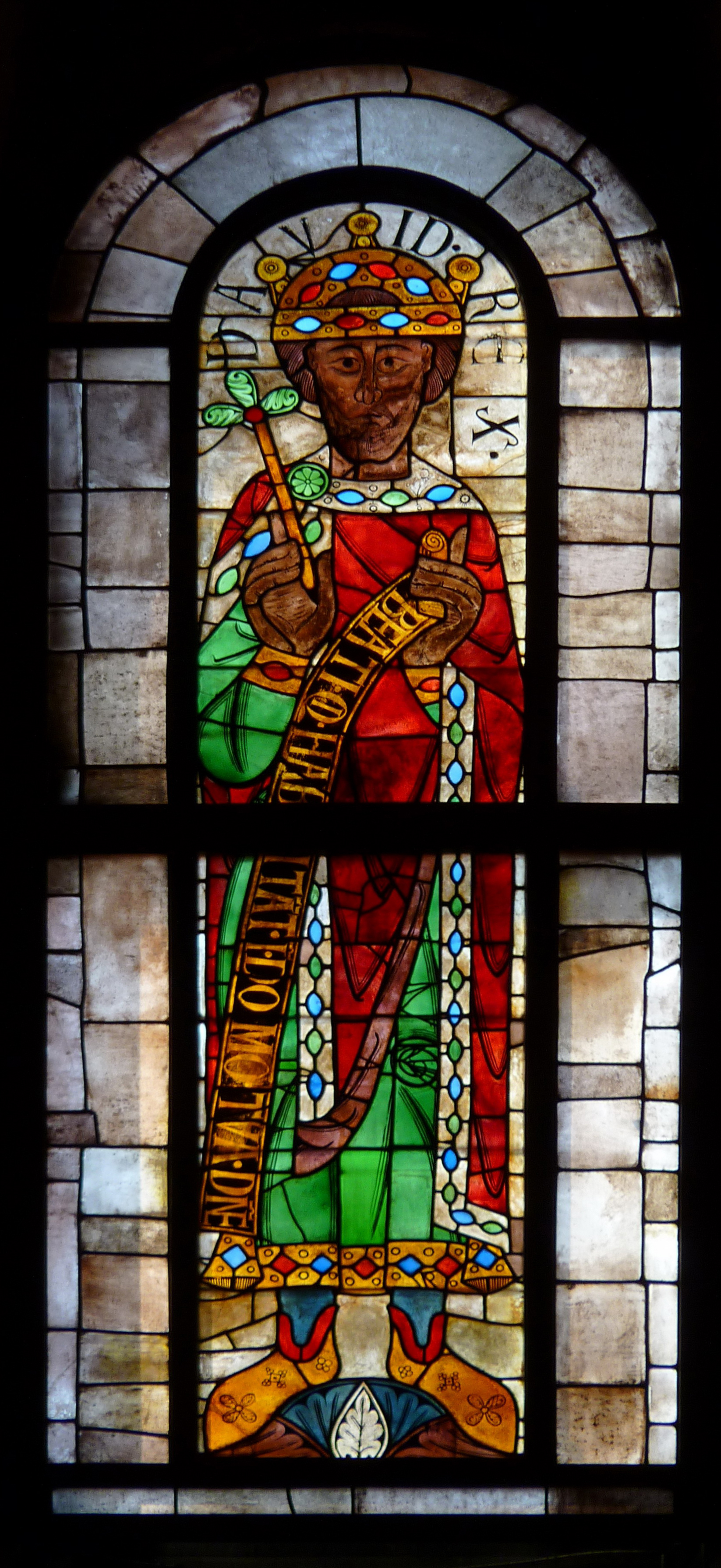
König David aus dem Zyklus der Prophetenfenster

Die fünf Buntglasfenster im Obergaden der südlichen Mittelschiffwand sind die ältesten großflächig erhaltenen weltweit. Sie stammen vom Ende des 11. oder dem Anfang des 12. Jahrhunderts. 
Die gemalten Friese über den Seitenschiffarkaden entstanden Mitte des 11. Jahrhunderts und zeigen Mäander, Brustbilder von Personen in römischer Kleidung und Vögel mit Blumenmotiven.
Die neugotischen Altäre bergen einige bedeutende mittelalterliche Ölbilder und Skulpturen. Am Kreuzaltar ist ein großes fränkisches Kreuz (um 1510) zu sehen, das Relief der Predella mit der Beweinung Christi entstand gegen 1520 in einer bayerischen Werkstatt. Die Tafelbilder der Altäre der vier östlichen Pfeiler malte Hans Holbein der Ältere 1493. Die Tafeln entstanden ursprünglich wohl als Flügel eines Altars für das Kloster Weingarten. Dargestellt sind das Opfer Joachims, die Geburt und der Tempelgang Marias sowie die Beschneidung Christi. Um sie in dieser Form verwenden zu können, mussten die Gemälde allerdings gespaltet werden.

Tafelbilder des Augsburger Malers Hans Holbein d. Ä.: Szenen aus dem Marienleben (1493)
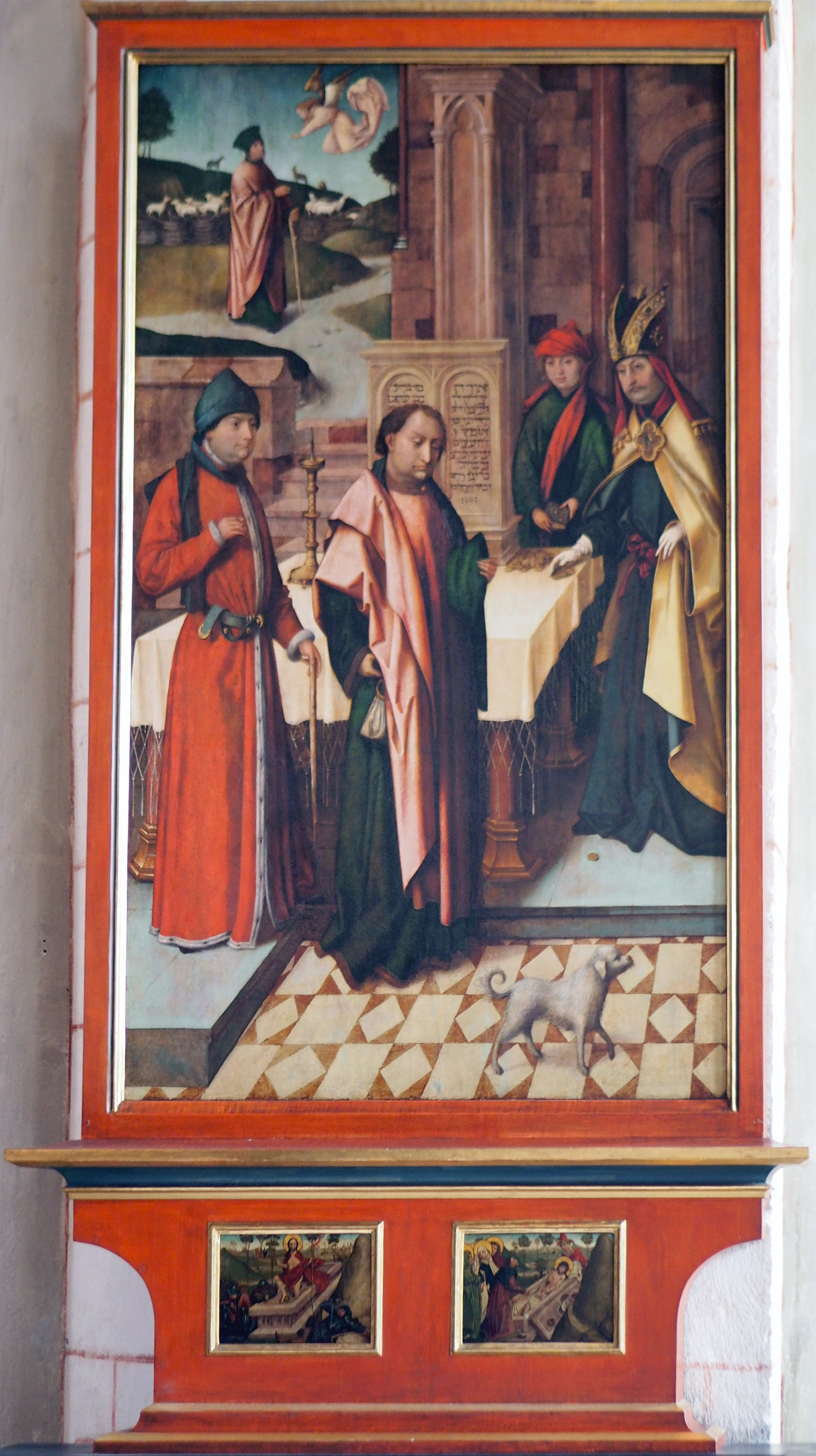
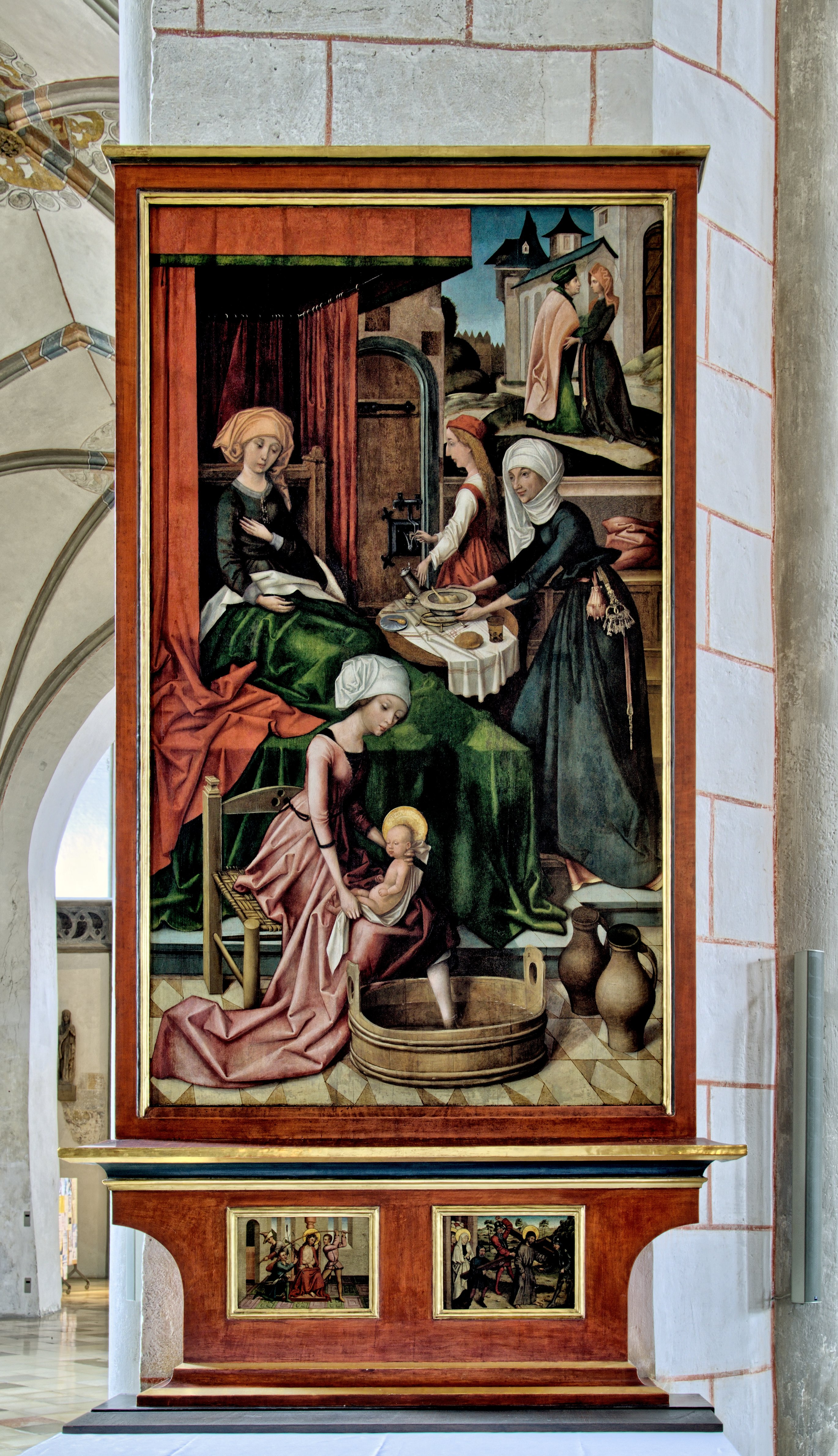
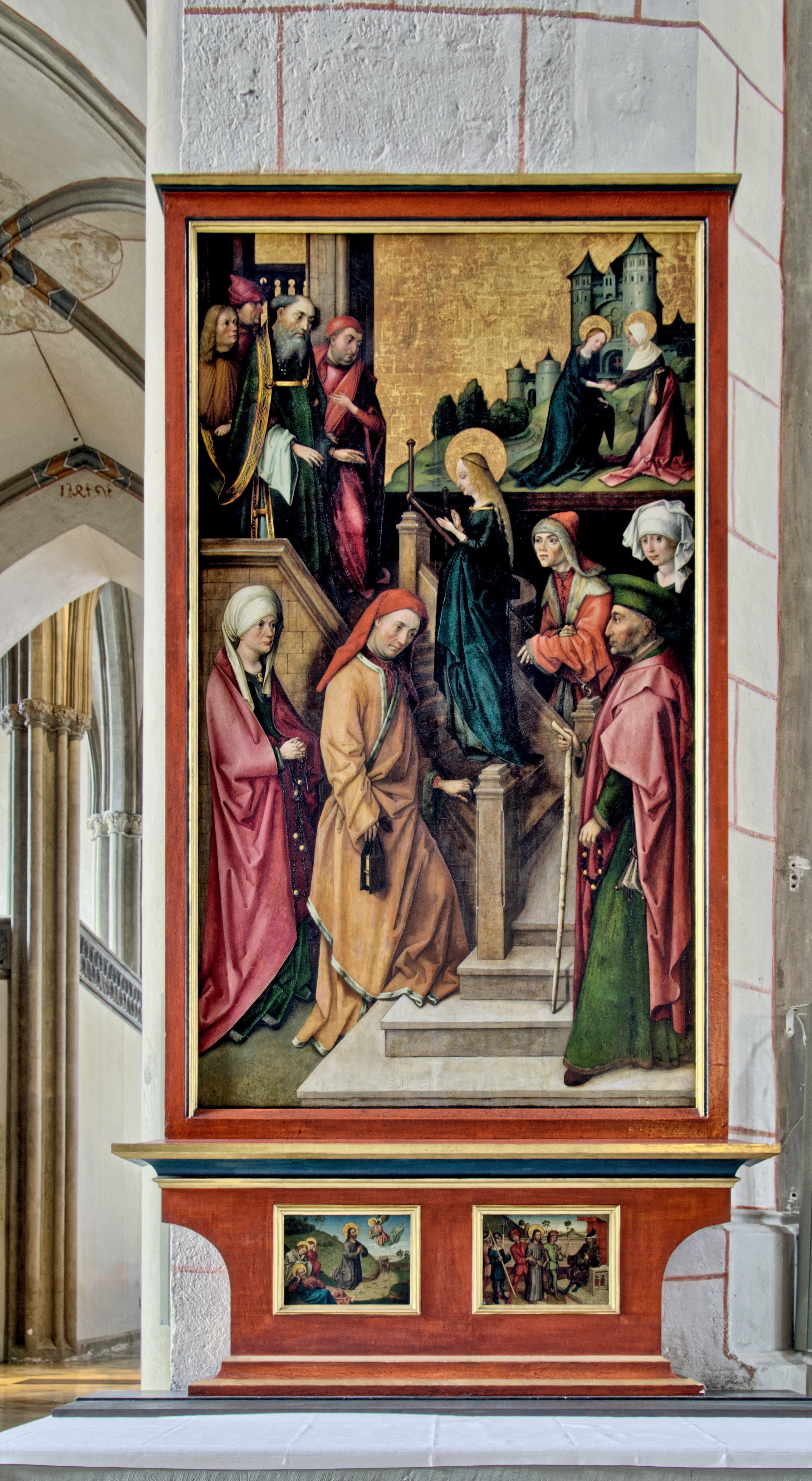
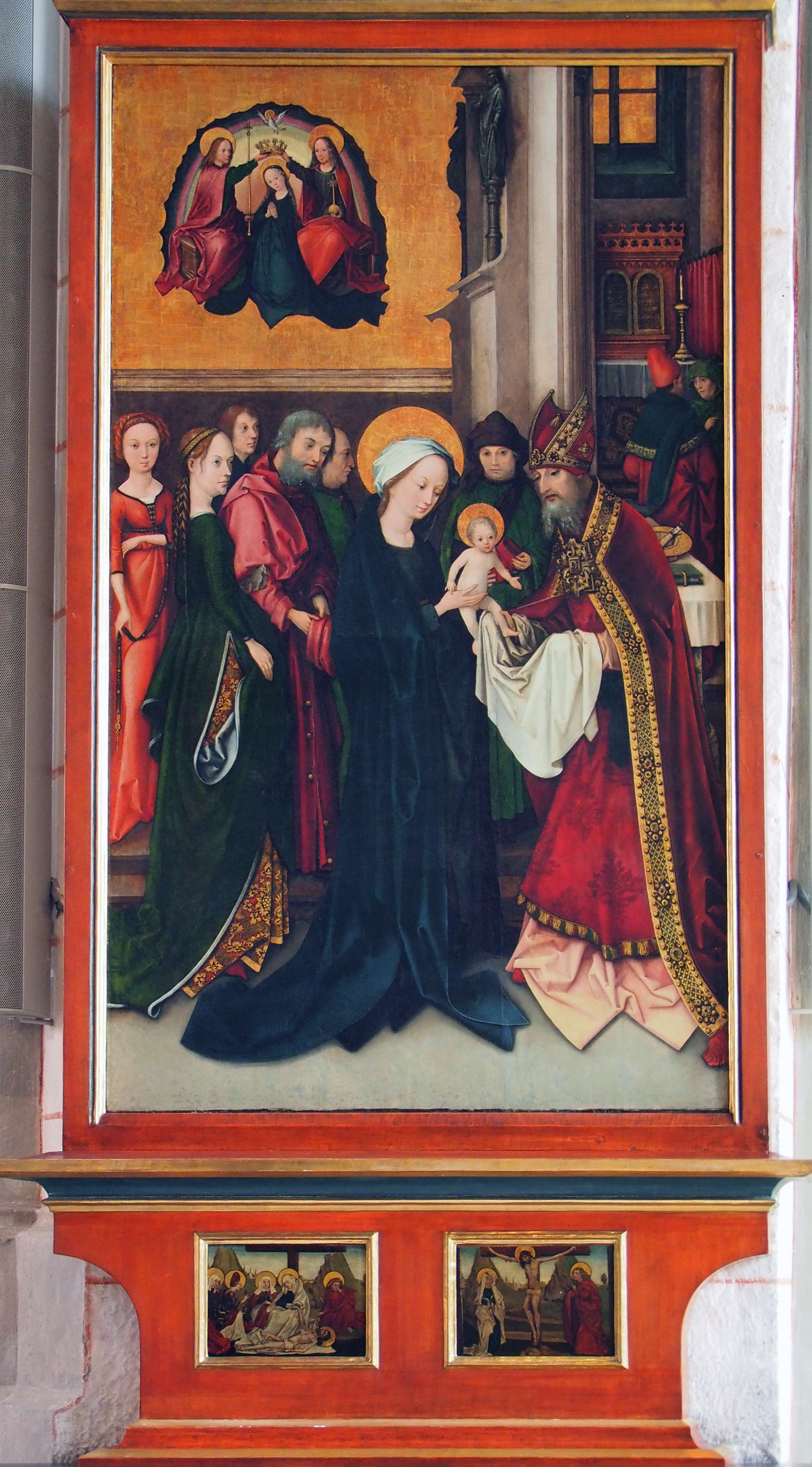

Die Gegenstücke auf der westlichen Seite werden Jörg Stocker aus der Ulmer Schule zugeschrieben. Er schuf sie um 1484 für den Hochaltar der Pfarrkirche in Unterknöringen. Dargestellt sind die Geburt Christi, die Anbetung der Könige, der Marientod und die Marienkrönung. Stocker verwendete als Vorlage einige Stiche des Colmarer Meisters Martin Schongauer.
Aus der säkularisierten Dominikanerkirche St. Magdalena kam die lebensgroße Skulptur des leidenden Christus mit Dornenkrone Ecce homo, geschaffen 1630/31 von Georg Petel in die Kathedrale. Sie ist mehrfarbig bemalt und lässt den Einfluss der Kunst Peter Paul Rubens erkennen. Sie befindet sich über dem Tabernakel des 2016 von Wilhelm Huber neu gestalteten Sakramentsaltars im südlichen Seitenschiff des Langhauses.
An den Turmwänden und der Chorsakristei sind 19 Figuren aus der Mitte des 14. Jahrhunderts angebracht, die ehemals das Nordportal zierten.
An den Außenwänden der Seitenschiffe befinden sich 14 schlichte Gemälde des Künstlers Karl Roth, die den Kreuzweg Christi im Stil der Frührenaissance darstellen. Die Werke entstanden im Jahr 1936 und ersetzten die ursprünglich angebrachten neugotischen Relieffiguren. Letztere wurden aus dem Dom entfernt und stattdessen in Bildstöcke am Westhang des Kobels bei Westheim integriert, wo sie bis heute erhalten sind.
Am nördlichen Rand des Mittelschiffs befindet sich eine Kanzel aus rotem Marmor, die von dem Künstler Karl Killer geschaffen wurde und Christus sowie die Diözesanheiligen St. Ulrich und St. Petrus Canisius als „Lehrer“ der Kirche zeigt. Zuvor befand sich hier eine hoch aufragende Kanzel aus Holz im neugotischen Stil, die im Zuge einer Umgestaltung des Innenraums nach 1852 eingebaut wurde. In der Zwischenkriegszeit vollzog sich jedoch ein Wandel hin zum Funktionalismus, was 1934 zum Abbau der neugotischen Kanzel führte. Aufgrund der Materialknappheit während der Vorkriegszeit, bedingt durch die Aufrüstung, konnte zunächst keine neue Kanzel eingebaut werden. Erst 1946 wurde die heutige Kanzel errichtet, die sich an der Romanik orientierte.
Am Pfeiler hinter der Kanzel wurden 1946 vom Künstler Franz Nagel mehrere Fresken angebracht, um der Kanzel einen künstlerischen Hintergrund zu verleihen. Die Fresken sind, ebenso wie die Kanzel, im romanischen Stil gehalten. Im Zentrum der Darstellung ist Maria zu sehen. Links von ihr befinden sich die Evangelisten Matthäus und Markus, rechts von ihr Lukas und Johannes. Während Matthäus in Menschengestalt dargestellt ist, erscheinen die anderen drei Evangelisten traditionsgemäß als Tierfiguren: Markus als Löwe, Lukas als Stier und Johannes als Adler.

### Ostchor

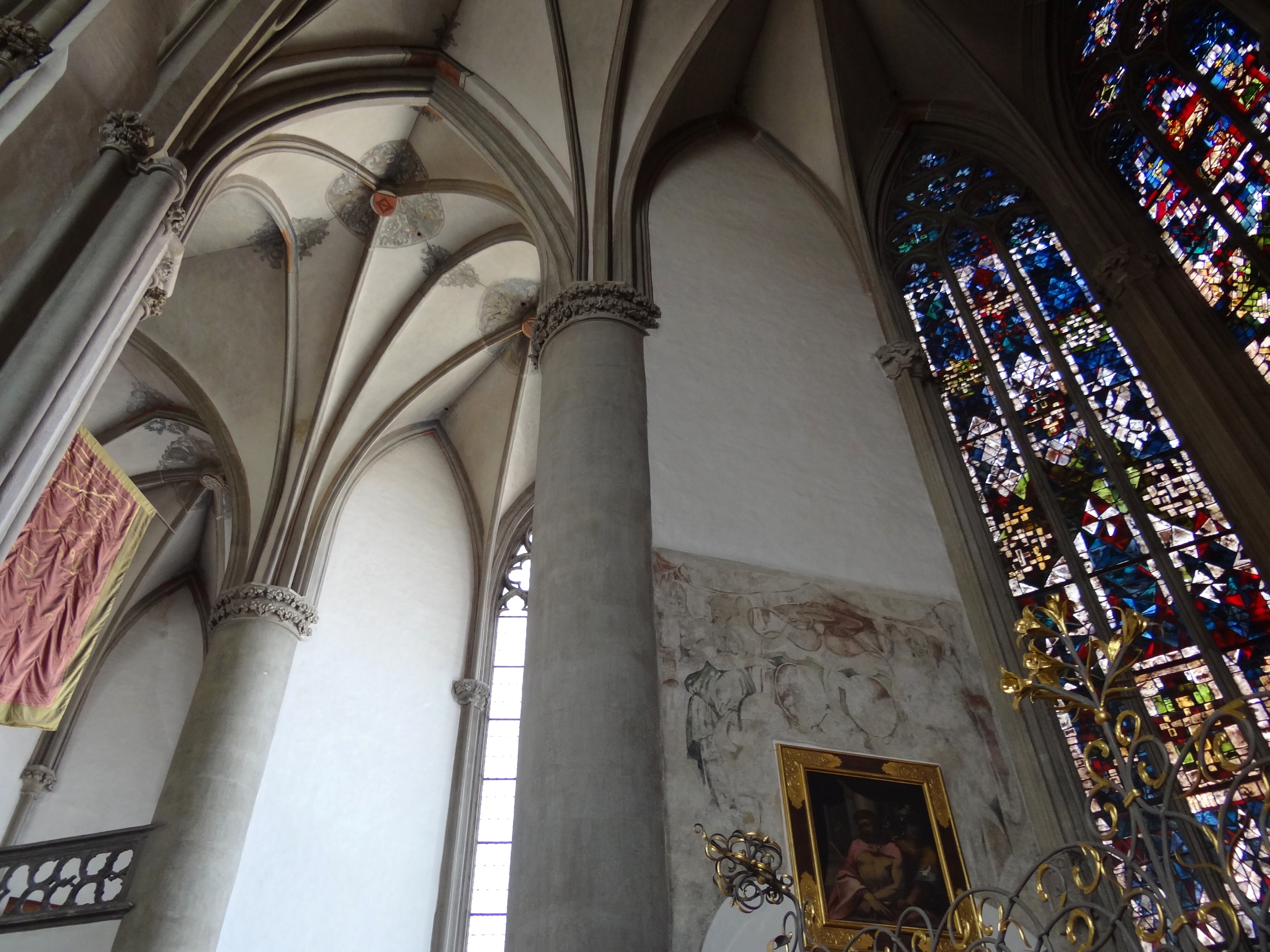
Türkenfahne ganz links im Bild

Den Hochaltar schuf Josef Henselmann 1962 aus Bronze, die seitlichen Figuren wurden 1982 ergänzt. Das einfache Gestühl entstand um 1430. Der Altarraum wird durch steinerne Chorschranken vom Umgang getrennt. Der Ölberg an der südlichen Schranke zeigt Tonfiguren Veit Eschays (1591). Die sieben Umgangskapellen werden durch schmiedeeiserne Gitter abgeschlossen. Die Altäre bergen in ihren meist neugotischen Aufbauten bedeutende ältere Kunstwerke.
Von 1962 bis 1967 fertigte Josef Oberberger acht hohe Glasfenster für den Ostchor und den ihn umgebenden Kapellenkranz. Der Glaszuschnitt all dieser Fenster war frei, ohne Schablonen. Die Glasmalereien bestehen aus farbigen Rauten, Quadraten und Kreuzornamenten und zeigen als Motive St. Augustinus, St. Konradus und zwei Gebotstafeln. Die Türkenfahne im Ostchor, seit 1689 im Augsburger Dom und 1992 durch eine Kopie ersetzt, wurde angeblich von Markgraf Ludwig Wilhelm von Baden in den Türkenkriegen erbeutet.

#### Wolfgangskapelle
Christoph Amberger war der Schöpfer der thronenden Muttergottes (1554) in der St.-Wolfgangs-Kapelle. Das Triptychon Ambergers war ursprünglich als Ersatz des während der Reformation zerstörten Hochaltares Holbeins in Auftrag gegeben worden, dessen Gestalt nur noch durch den erhaltenen Entwurf im Stadtmuseum in Danzig überliefert ist. Ambergers Altar zeigt die Madonna zwischen den Heiligen Ulrich und Afra (Flügel). Darunter werden die sieben Begleitfiguren der Afra-Legende gezeigt. An den Wänden sind Bischofsgrabmäler aufgestellt.

#### Konradskapelle
In der St.-Konrad-Kapelle stehen etwa das Erzgrabmal Wolfhard von Roths († 1302), der im Chor bestattet wurde und Johann Eglof von Knöringens († 1575). Den Altar der St.-Konrads-Kapelle (Mariä Heimsuchung, um 1461) schuf der archivalisch nachgewiesene Meister Sigmund Haring identifiziert wurde, stammt vom „Meister der Freisinger Heimsuchung“.

#### Augustinuskapelle
Der Gedenkstein des Kardinals Peter von Schaumberg († 1469) in der St.-Augustinus-Kapelle zeigt den Verstorbenen als Skelett.

#### Gertrudkapelle

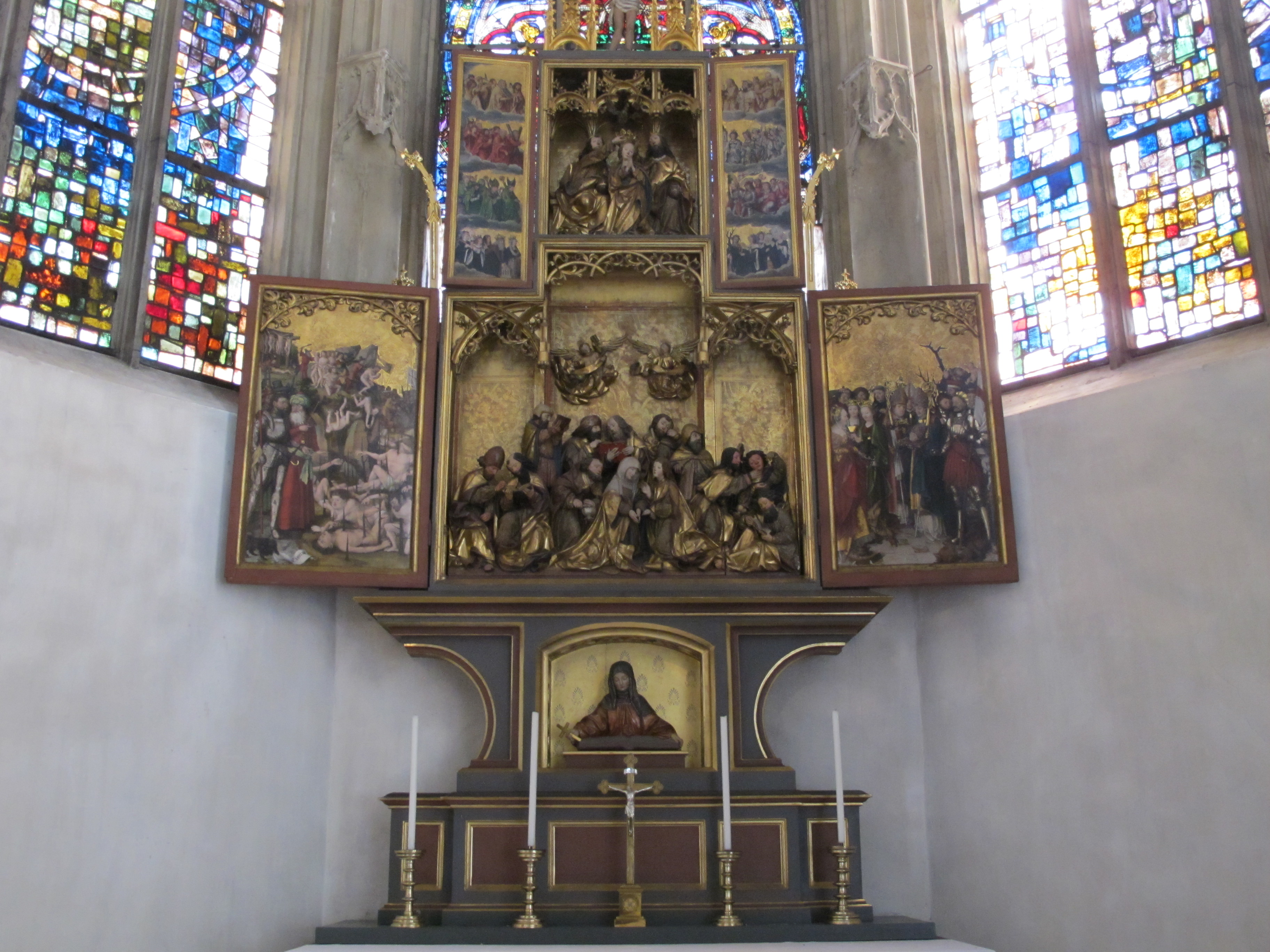
Gotischer Flügelaltar in der St.-Gertruds-Kapelle

Die Mittelkapelle ist der hl. Gertrud geweiht. Ursprünglich diente sie den Chorherren der Mitte des 14. Jahrhunderts abgetragenen Stiftskirche St. Gertrud als Ersatz. Das Gotteshaus befand sich auf dem Areal des heutigen Ostchores.
Dem „Meister der Münchner Frauenkirche“ wird ein Glasfenster in der Gertrudkapelle zugeschrieben. Die Scheiben zeigen in Medaillons die Passion Christi, im Maßwerk die Auferstehung. Der doppelstöckige Flügelaltar von ca. 1510 wurde um 1860 als ausgemusterter Altar der katholischen Heilig-Kreuz-Kirche erworben. Auf der Predella ist die heilige Gertrud in einer neugotischen Büste dargestellt. Der Mittelschrein zeigt ein Relief des Marientods. Das ehemalige barocke Altarblatt Kommunion der heiligen Gertrud befindet sich seit 1859/63 in der Kirche St. Bartholomäus in Diedorf.

#### Lukaskapelle
Die achte Kapelle ist dem hl. Lukas geweiht. Hinter der zweischiffigen Staffelhalle öffnet sich das Südportal. Im Osten steht ein großer Rotmarmoraltar (1597) mit dem Relief des Gnadenstuhls nach einem Gemälde, das in der Chorsakristei aufbewahrt wird. Ein im Zweiten Weltkrieg zerstörtes großes Fenster von Josef Oberberger wurde 1954 vom Künstler erneuert. Es stellt die Heimsuchung Mariens im Lebensbaum dar.

### Querhaus und Westchor

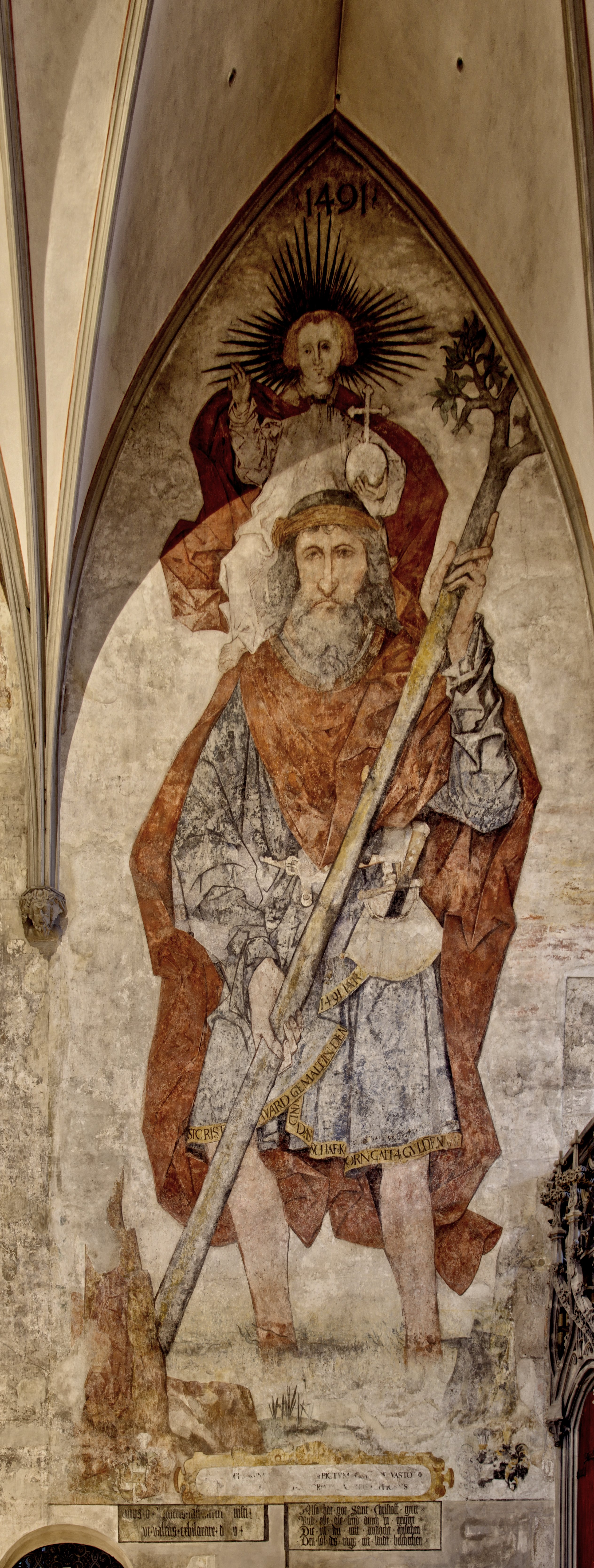
Fresko des hl. Christophorus

Blickfänge im südlichen Querhaus sind die riesige Darstellung des hl. Christophorus an der Westwand (1491) und das große Glasfenster im Süden (um 1330/40) mit der Darstellung Marias als „Thron Salomonis“. 2010 wurden weitere drei große farbige Glasfenster des Künstlers Johannes Schreiter aus Langen durch die Firma Derix-Glasstudios aus Taunusstein-Wehen eingebaut.
Anlässlich des Doppeljubiläums des Bistumspatrons 2023/2024 sollte im Dom etwas Bleibendes in Gestalt eines Ulrichsfensters entstehen, wofür das westlichste Fenster im südlichen Seitenschiff gewählt wurde. Aus einem vom Bischöflichen Stuhl ausgelobten Kunstwettbewerb, der auf acht Künstlerinnen beschränkt war, ging Celia Mendoza aus Fürstenfeldbruck als Siegerin hervor. Das Fenster wird in den Derix Glasstudios in Taunusstein hergestellt und soll 2025 eingeweiht werden.
Im Westen öffnet sich der Zugang zur Andreas-(Gruft)kapelle, einem gotischen Gewölberaum, heute Andachtsstätte.
An den Wänden des nördlichen Querarmes hängt eine stattliche Galerie von Bischofsportraits, die 1488 begonnen, 1591 erneuert wurde und noch weitergeführt wird. In der Mitte des Raumes steht das Hochgrab für Konrad und Afra Hirn, das ehemals in der Goldschmiedekapelle der Kirche St. Anna aufgestellt war (Zuschreibung an Meister Ulrich, 1425). An den Wänden stehen die Grabplatten der Bischöfe Walter II. von Hochschlitz († 1369) und Friedrich Spät von Faimingen († 1331).
Der erhöhte Westchor wird durch die steinernen Chorschranken (1501) von den Querhäusern separiert. In ihm steht der steinerne Bischofsthron aus dem 11. Jahrhundert. Zwei kauernde Löwen tragen den halbrunden Sitz. Das Chorgestühl mit seinen bedeutenden Schnitzereien wurde 1495 gearbeitet. Die hintere Reihe trägt Heiligendarstellungen, vorne sind alttestamentliche Szenen zu erkennen. Das bronzene Altarretabel (1447) ist der ehemalige Hochaltar des Ostchores.
Bei Sanierungsmaßnahmen am Dachstuhl wurden 2009 im südlichen Querhaus Wandmalereien wiederentdeckt. Untersuchungen ergaben 2020, dass die erstmals in den 1930er Jahren freigelegte Fresken aus der Erbauungszeit des Domes, vom Anfang des 11. Jahrhunderts stammen. Der Bilderzyklus zeigt Szenen aus dem Leben Johannes des Täufers und weist Ähnlichkeiten mit denen der Kirche St. Georg in Oberzell auf. Es handelt sich um eines der wenigen erhalten Beispiele ottonischer Bildkunst nördlich der Alpen.

### Romanische Bronzetür
Die berühmte romanische Bronzetür des Vorgängerdomes wird seit 2002 im neuen Diözesanmuseum gezeigt.

## Orgeln
Im Dom zu Augsburg gibt es zwei große Orgeln: Die Marienorgel und die Magnifikat-Orgel.

### Marienorgel

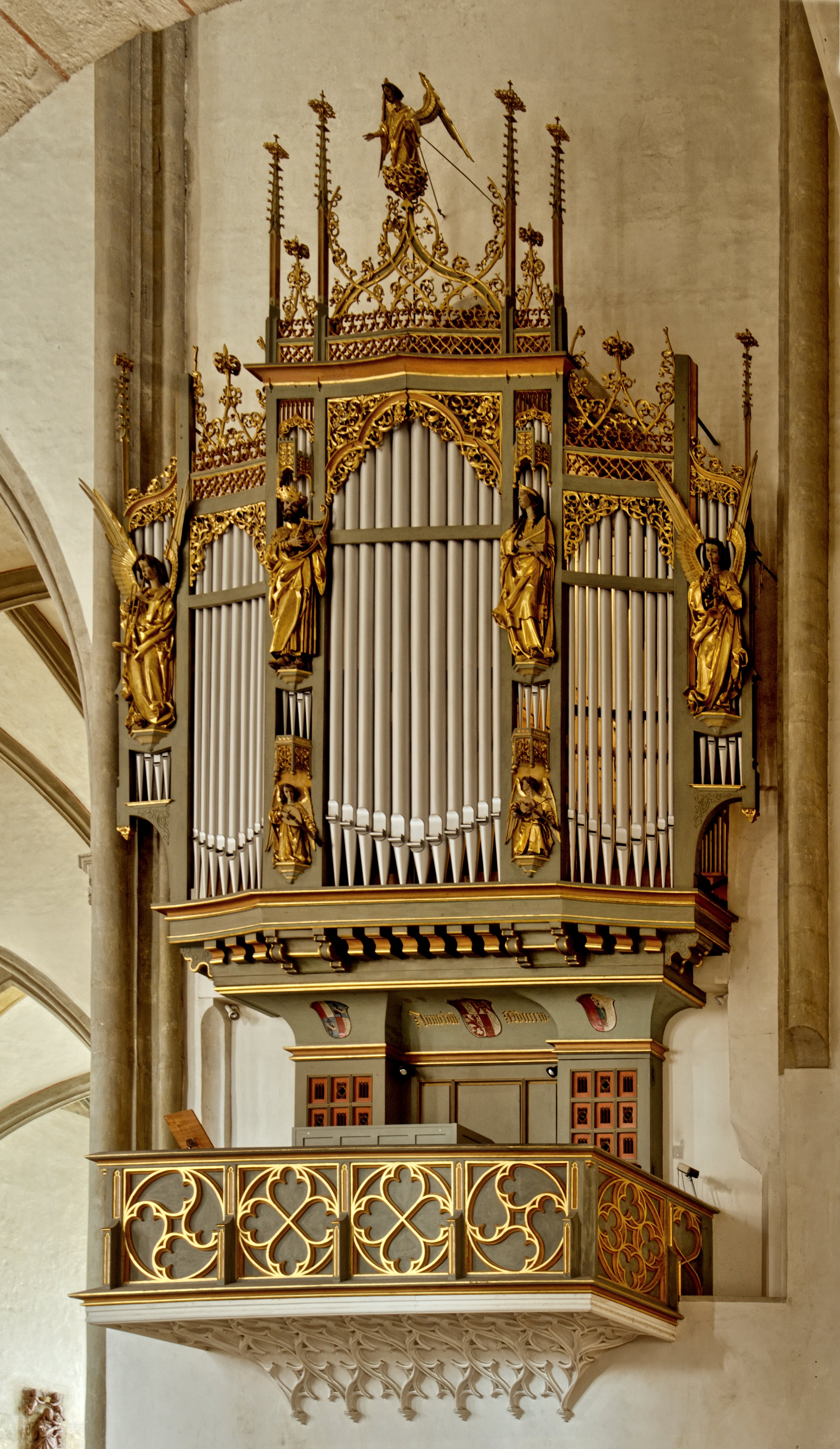
Marienorgel Prospekt Nordseite

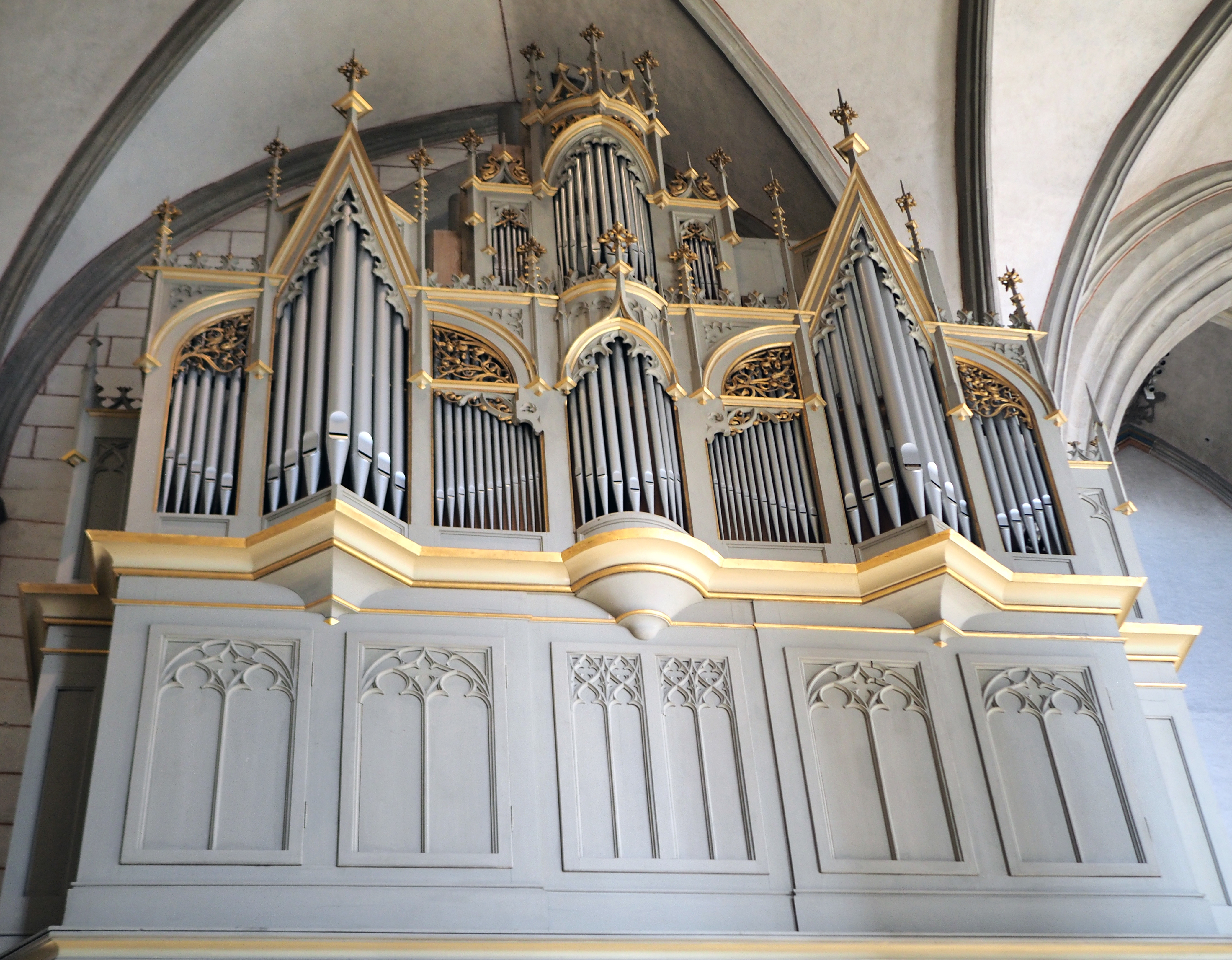
Marienorgel Prospekt Südseite

Die Marienorgel wurde 1904 von dem Orgelbauer Franz Borgias Maerz erbaut. Das Kegelladen-Instrument hat 36 Register auf zwei Manualen und Pedal. Die Trakturen sind pneumatisch. Eine Restaurierung durch Rudolf Kubak erfolgte jeweils in den Jahren 1986 und 2014.
| I Hauptwerk C–f3 |              |        |
| 01.              | Prinzipal    | 16′    |
| 02.              | Bourdon      | 16′    |
| 03.              | Prinzipal    | 08′    |
| 04.              | Gamba        | 08′    |
| 05.              | Doppelflöte  | 08′    |
| 06.              | Gedeckt      | 08′    |
| 07.              | Salicional   | 08′    |
| 08.              | Okctav       | 04′    |
| 09.              | Gemshorn     | 04′    |
| 10.              | Rohrflöte    | 04′    |
| 11.              | Rauschquinte | 02 ⁄3′ |
| 12.              | Mixtur V     | 02′    |
| 13.              | Cornett III  | 08′    |
| 14.              | Trompete     | 08′    |

| II Schwellwerk C–f3 |                       |        |
| 15.                 | Salicional            | 16′    |
| 16.                 | Geigenprinzipal       | 08′    |
| 17.                 | Viola pomposa         | 08′    |
| 18.                 | Tibia                 | 08′    |
| 19.                 | Lieblich Gedeckt      | 08′    |
| 20.                 | Violine               | 08′    |
| 21.                 | Vox coelestis         | 08′    |
| 22.                 | Aeoline               | 08′    |
| 23.                 | Dolce                 | 08′    |
| 24.                 | Prinzipal             | 04′    |
| 25.                 | Querflöte             | 04′    |
| 26.                 | Flautino              | 02′    |
| 27.                 | Harmonia aetheria III | 02 ⁄3′ |

| Pedalwerk C–d1 |               |         |
| 28.            | Prinzipalbass | 16′     |
| 29.            | Violonbass    | 16′     |
| 30.            | Subbass       | 16′     |
| 31.            | Salicetbass   | 16′     |
| 32.            | Quintbass     | 10 2⁄3′ |
| 33.            | Oktavbass     | 08′     |
| 34.            | Cellobass     | 08′     |
| 35.            | Posaunbass    | 16′     |
| 36.            | Clairon       | 04′     |

- Koppeln:
  - Normalkoppeln: II/I, I/P, II/P
  - Superoktavkoppeln: I/I, II/I, II/II
  - Suboktavkoppeln: II/I, II/II
- Spielhilfen: zwei freie Kombinationen, Tutti, Crescendowalze.

### Magnifikat-Orgel

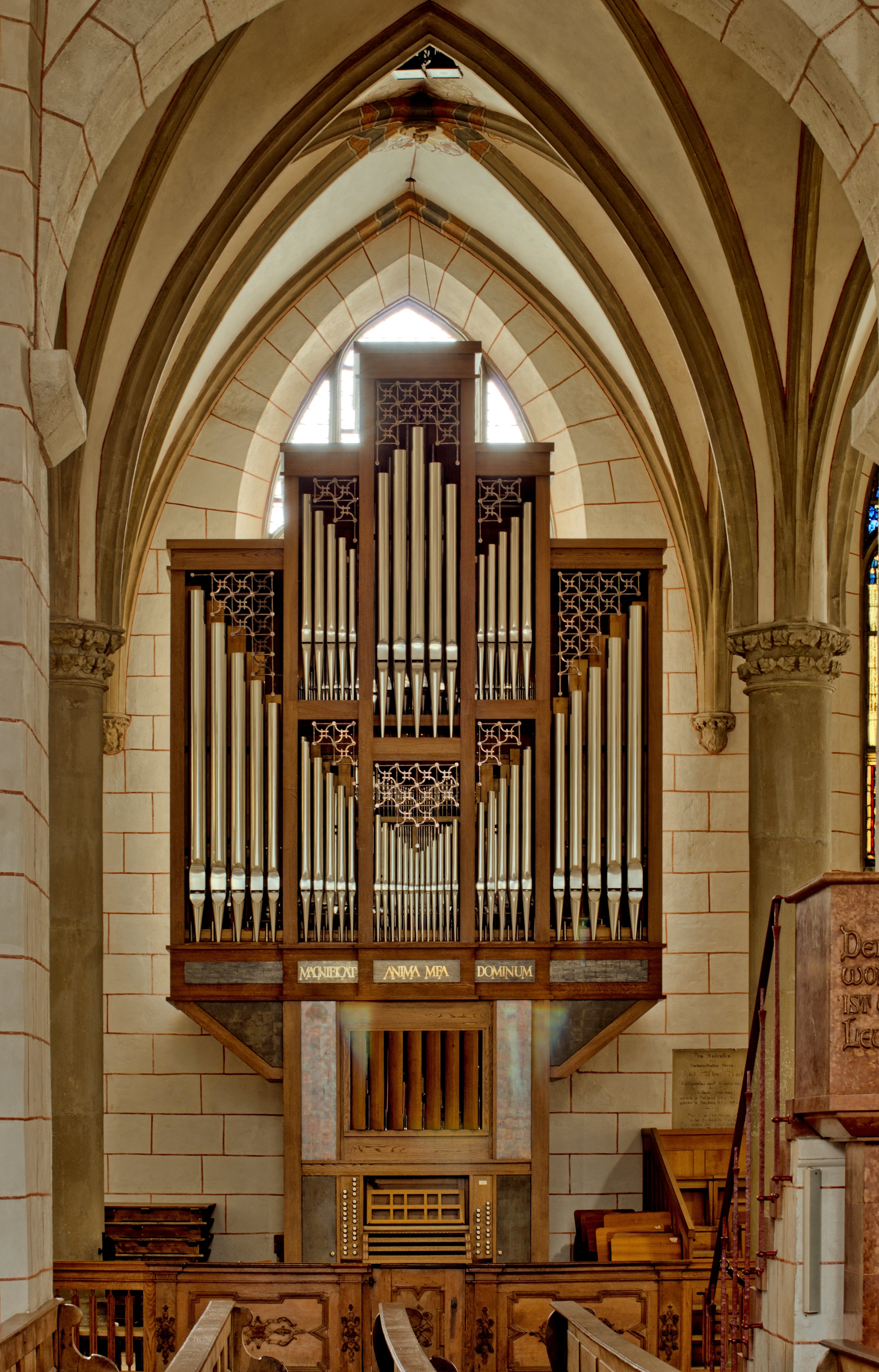
Prospekt der Magnifikat-Orgel

Die Magnifikat-Orgel wurde 1988 von dem Orgelbauer Rudolf Kubak (Augsburg) erbaut. Das Instrument hat 42 Register auf drei Manualen und Pedal. Die Spiel- und Registertrakturen sind mechanisch.
| I Brust-Schwellwerk C–g3 |             |       |
| 1.                       | Copel maior | 8′    |
| 2.                       | Copel minor | 4′    |
| 3.                       | Prinzipal   | 2′    |
| 4.                       | Flettl      | 2′    |
| 5.                       | Nasard      | 1 ⁄3′ |
| 6.                       | Cymbel II   | 1′    |
| 7.                       | Schalmey    | 8′    |
|                          | Tremulant   |       |

| II Hauptwerk C–g3 |              |         |
| 08.               | Bourdon      | 16′     |
| 09.               | Prinzipal    | 08′     |
| 10.               | Waldflöte    | 08′     |
| 11.               | Rohrflöte    | 08′     |
| 12.               | Octave       | 04′     |
| 13.               | Traversflöte | 04′     |
| 14.               | Quinte       | 02 ⁄3′  |
| 15.               | Octave       | 02′     |
| 16.               | Terz         | 01 3⁄5′ |
| 17.               | Mixtur V     | 01 ⁄3′  |
| 18.               | Cornet V     | 08′     |
| 19.               | Trompete     | 08′     |

| III Oberwerk C–g3 |                 |        |
| 20.               | Amarosa         | 08′    |
| 21.               | Bourdon         | 08′    |
| 22.               | Bifaria         | 08′    |
| 23.               | Principal       | 04′    |
| 24.               | Flöte           | 04′    |
| 25.               | Schwiegel       | 02′    |
| 26.               | Sesquialter II  | 02 ⁄3′ |
| 27.               | Larigot         | 01 ⁄3′ |
| 28.               | Sifflet         | 01′    |
| 29.               | Fourniture IV–V | 02′    |
| 30.               | Dulcian         | 16′    |
| 31.               | Hautbois        | 08′    |
| 32.               | Trompete        | 04′    |
|                   | Tremulant       |        |

| Pedalwerk C–f1 |               |         |
| 33.            | Subbass       | 16′     |
| 34.            | Bourdonbass   | 16′     |
| 35.            | Octavbass     | 08′     |
| 36.            | Gedacktbass   | 08′     |
| 37.            | Choralbass    | 04′     |
| 38.            | Quintbass     | 05 1⁄3′ |
| 39.            | Rauschbass IV | 02 ⁄3′  |
| 40.            | Bombarde      | 16′     |
| 41.            | Posaune       | 08′     |
| 42.            | Clairon       | 04′     |

- Koppeln: I/II, III/II, I/P, II/P, III/P

### Domorganisten
Seit dem Augsburger Interim 1548 sind die Domorganisten weitgehend dokumentiert. Etliche Inhaber des Amtes waren bekannte Komponisten, Interpreten und in einem Fall auch ein Orgelbauer.
| Name                           | Amtsdaten                                                         | Bemerkungen                                                                              |
| ------------------------------ | ----------------------------------------------------------------- | ---------------------------------------------------------------------------------------- |
| Servatius Roriff               | 1561 bis 1566                                                     | wohl erster namentlich bekannter Augsburger Domorganist überhaupt                        |
| Jacobus de Kerle               | 1568 bis 1575                                                     | Priester, Komponist                                                                      |
| Christoph Klingenstein         | 1575 bis 1581                                                     | Bruder des geistlichen Domkapellmeisters Bernhard Klingenstein                           |
| Eusebius Amerbach              | seit 1581                                                         | Orgelbauer, auch Erbauer der bedeutenden Lettnerorgel im Augsburger Dom                  |
| Erasmus Mayr                   | spätestens seit 1621                                              |                                                                                          |
| Christian Erbach (der Ältere)  | 1625 bis 1635                                                     | Komponist, Haupt der Stadtpfeifer                                                        |
| Christian Erbach (der Jüngere) | 1636 bis 1645                                                     | Komponist                                                                                |
| Johann Melchior Gletle         | 1651 bis 1683                                                     | Organist und ab 1654 auch Domkapellmeister                                               |
| Johann Speth                   | 1692 bis 1694                                                     | Komponist                                                                                |
| Johann Xaver Nauß              | 1734 bis 1764                                                     | Komponist                                                                                |
| Johann Michael Demmler         | 1770 bis 1779                                                     | später auch Instruktor der Chorknaben, Komponist und Pianist / Cembalist, Freund Mozarts |
| Karl Kempter                   | 1839 bis 1865                                                     | Komponist, später Domkapellmeister                                                       |
| Domvikar (Vorname?) Kriener    | 1865 bis 1877                                                     |                                                                                          |
| Josef Decker                   | ?                                                                 |                                                                                          |
| (Vorname? L.) Jehle            | bis 1919                                                          |                                                                                          |
| Heinrich Wiedemann             | 1919 bis 1922                                                     | später Oberstudienrat für Musik am Gymnasium bei St. Stephan                             |
| Hans Knörlein                  | 1922 bis 1923                                                     |                                                                                          |
| Karl Joseph Kraft              | 1923 bis 1925 und nach 10-monatiger Unterbrechung wieder bis 1976 | Komponist                                                                                |
| Arthur Piechler                | während Krafts Abwesenheit 1925                                   | Komponist, später Direktor des Leopold-Mozart-Konservatoriums                            |
| Reinhard Kammler               | 1978 bis 1995                                                     | Gründer und Leiter der Augsburger Domsingknaben, ab 1995 Domkapellmeister                |
| Claudia Waßner                 | seit 1996                                                         | erste weibliche Domorganistin, Komponistin                                               |

## Glocken
Im Südturm des Doms hängt ein sechsstimmiges Geläut.
| Glocke | Name                | Gussjahr | Gießer                                      | Durchmesser | Masse (ca.) | Nominal    |
| ------ | ------------------- | -------- | ------------------------------------------- | ----------- | ----------- | ---------- |
| 1      | St. Maria           | 1652     | Jean Gerard und Tobi de la Paix de La Mothe | 1695 mm     | 2850 kg     | h° −6⁄16   |
| 2      | St. Ulrich          | 1946     | Gießerei Kuhn-Wolfart, Lauingen             | 1385 mm     | 1594 kg     | d′ −3⁄16   |
| 3      | St. Petrus Canisius | 1946     | Gießerei Kuhn-Wolfart, Lauingen             | 1235 mm     | 1151 kg     | e′ +1⁄16   |
| 4      | St. Gualfardus      | 1946     | Gießerei Kuhn-Wolfart, Lauingen             | 1096 mm     | 846 kg      | fis′ +2⁄16 |
| 5      | Vaterunserglocke    | 1946     | Gießerei Kuhn-Wolfart, Lauingen             | 925 mm      | 494 kg      | a′ +2⁄16   |
| 6      | Sterbeglocke        | 1946     | Gießerei Kuhn-Wolfart, Lauingen             | 818 mm      | 348 kg      | h′ -3⁄16   |

Im Nordturm hängen zwei Bienenkorbglocken (sogenannte Theophilus-Glocken). Auf ihrer Haube haben sie vier Öffnungen (sogenannte Foramina, zur Erzeugung schellenhafter Nebengeräusche). Ihr Guss erfolgte in der Zeit zwischen 1070 und 1075, der Zeit, als die Domtürme erhöht wurden. Beide Glocken erklingen nur zu besonderen Anlässen und werden von Hand geläutet. Diese beiden historischen Glocken werden auch als „Silberglocken“ bezeichnet – mit Blick darauf, dass sie auch zur Empfangnahme der Präsenzgelder der Domherren geläutet wurden.
| Glocke | Gussjahr | Gießer    | Durchmesser | Masse (ca.) | Nominal  |
| ------ | -------- | --------- | ----------- | ----------- | -------- |
| 7      | um 1070  | unbekannt | 915 mm      | 400 kg      | b′ −3⁄16 |
| 8      | um 1070  | unbekannt | 895 mm      | 390 kg      | a′ +2⁄16 |

## Marienkapelle

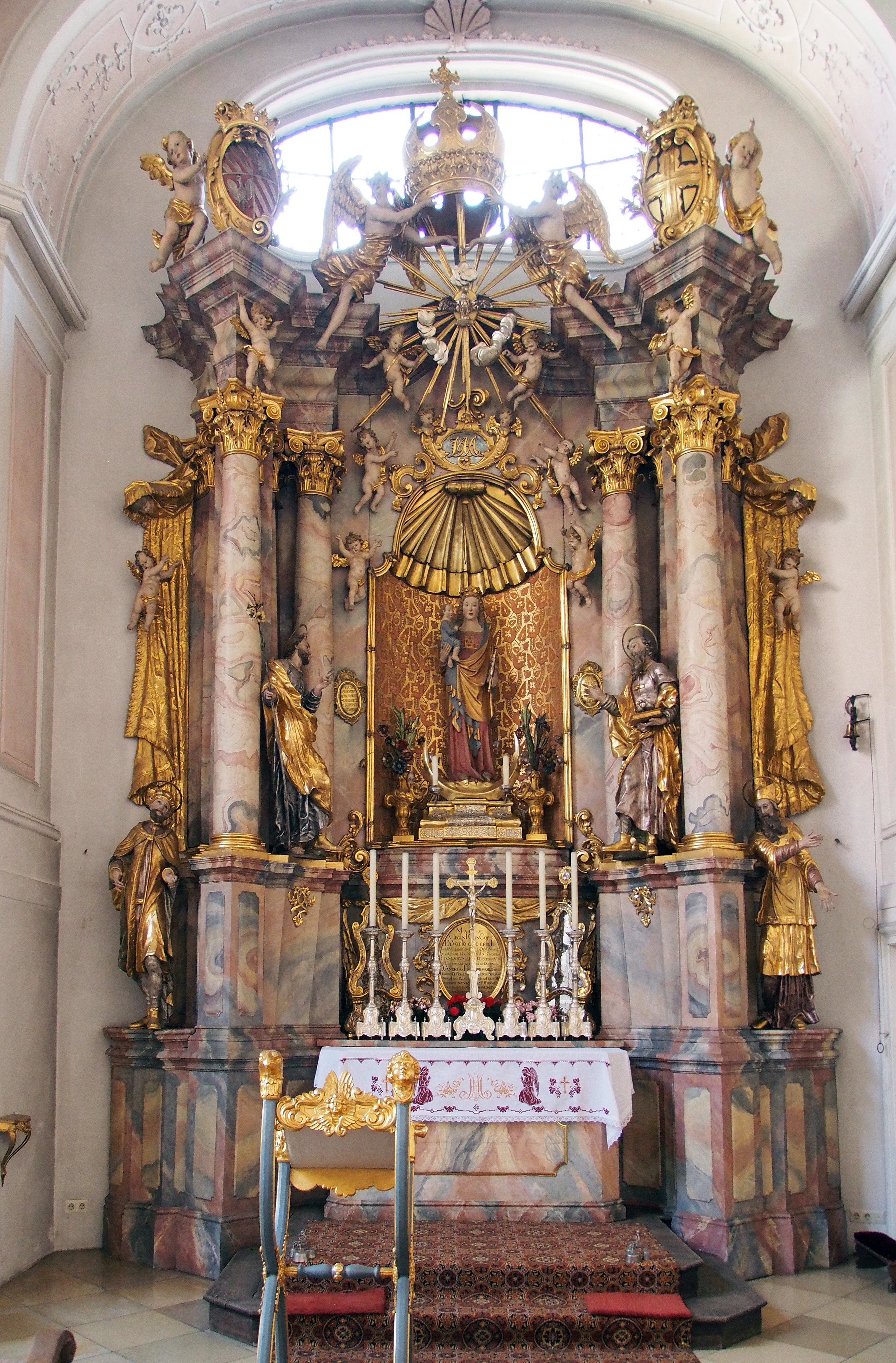
Säulenaltar der Marienkapelle (1720–1721)

Die Marienkapelle entstand 1720/21 nach Entwürfen des Graubündner Baumeisters Gabriel de Gabrieli. Der runde Zentralraum wird durch kurze, nischenartige Kreuzarme erweitert und von einer Laternenkuppel überspannt. Die Kapelle wurde 1944 durch einen Bombentreffer beschädigt und 1987/88 rekonstruiert. Auch die Kuppelfresken sind weitgehend Nachschöpfungen. Die Originale stammten von Johann Georg Bergmüller, dem Direktor der reichsstädtischen Kunstakademie. Dargestellt sind Szenen aus dem Marienleben, die gleichzeitig als Allegorien der vier Jahreszeiten zu deuten sind. Die Gemälde werden von feinem Bandelwerkstuck gerahmt. Als Vorlage für die Wiederherstellung diente eine Kupferstichfolge Bergmüllers.
Gabrielis Entwurf (1720) erinnert an die böhmisch-schlesische Architekturtradition kurvierter Grundrisse und fand ihren Nachfolger in der Schönborn-Kapelle des Würzburger Domes, die Balthasar Neumann nur wenig später (1722/23) entwarf.
Der Säulenaltar stammt aus der Bauzeit der Marienkapelle (1720/21). Der Skulpturenschmuck zeigt die Heilige Sippe: Joseph mit dem blühenden Stab, Joachim mit zwei Opfertauben, Zacharias und König David; außen Elisabet und Anna – alle geschaffen von Ehrgott Bernhard Bendl. Die Mittelnische birgt eine Sandsteinstatue der Muttergottes, eine Augsburger Arbeit aus der Zeit um 1340. Diese Marienfigur gehörte ursprünglich zum Enzberg-Epitaph im Domkreuzgang.
Das große Schutzengelbild an der Westwand malte Johann Georg Bergmüller (bez. 1714). Es stammt aus der nicht mehr bestehenden barocken Karmelitenkirche und wurde 1987 aus Privatbesitz für den Dom erworben.
Der rekonstruierte Raum, der nach der Kriegszerstörung ursprünglich als Kriegergedächtnisstätte diente, steht in deutlichem Kontrast zur mittelalterlichen Architektur und Ausstattung der Kathedrale. In der Innenstadt Augsburg finden sich sonst nach den verheerenden Verwüstungen des Zweiten Weltkrieges nur noch wenige Zeugnisse sakraler barocker Dekorationskunst.

## Kreuzgang

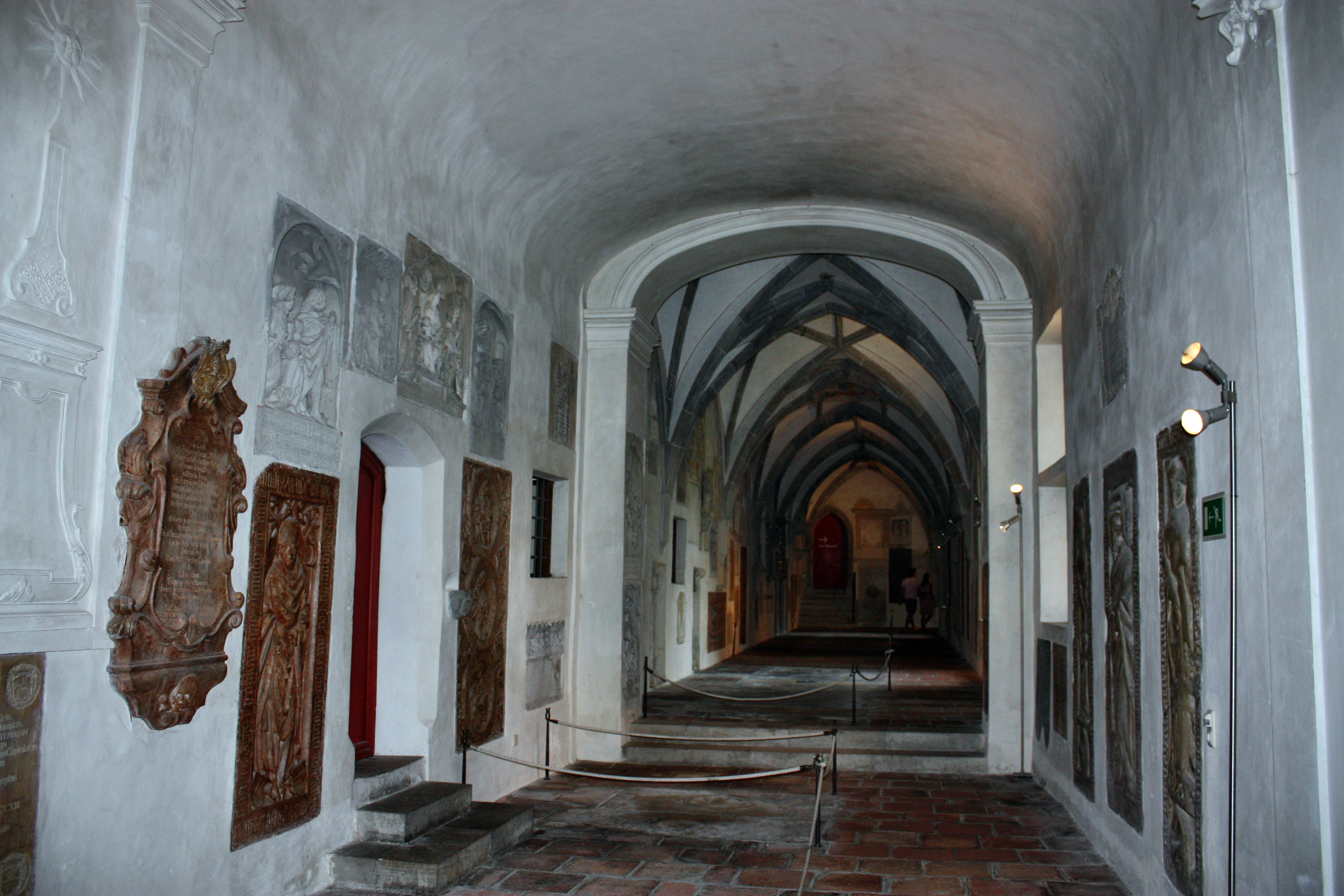
Blick in den Kreuzgang

Der spätgotische Kreuzgang entstand ab 1470 durch den Umbau der älteren Vorgängeranlage, deren Südflügel bereits im 14. Jahrhundert als äußeres Seitenschiff in das Langhaus des Domes einbezogen worden war. Ausführender Werkmeister war Hans von Hildesheim. Erst 1510 konnten die Bauarbeiten unter Beteiligung Burkhard Engelbergs vollendet werden.
Die drei Flügel besitzen Netz- und Sterngewölbe auf Pyramiden- bzw. Maskenkonsolen (Ostflügel). Die südlichen Joche des Westflügels werden von einem gedrückten Tonnengewölbe überspannt, das auf den Umbau zum Vorraum der Marienkapelle (gegen 1720) zurückgeht.
Die Schlusssteine zeigen meist die Wappen der Stifter, einer das Relief der Heimsuchung, ein anderer die Darstellung der Muttergottes mit dem hl. Johannes. Die Fenstermaßwerke sind größtenteils erneuert. Die Figurationen zeigen Fischblasen, Kreissegmente und überkreuzte Stäbe.
Besondere Bedeutung erlangt der Augsburger Domkreuzgang durch die in ungewöhnlich großer Anzahl erhaltenen Grabplatten und Epitaphien. 401 Monumente von teilweise bedeutenden Meistern der schwäbischen Spätgotik und Renaissance sind erhalten, die Zuschreibungen teilweise aber umstritten. Der Bestand gilt als der reichhaltigste Deutschlands, viele Denkmale sind allerdings beschädigt oder abgetreten.
Die Katharinenkapelle (1300) ist vom Westflügel aus zugänglich. An das quadratische Kapellenjoch mit seinem Kreuzgewölbe fügt sich ein dreiseitig geschlossener Chor mit Strebepfeilern an. Im Inneren sind fünf Reliefs aus Solnhofener Kalkstein in die Ostwand eingelassen, die Szenen aus dem Marienleben zeigen.

## Domkrippe

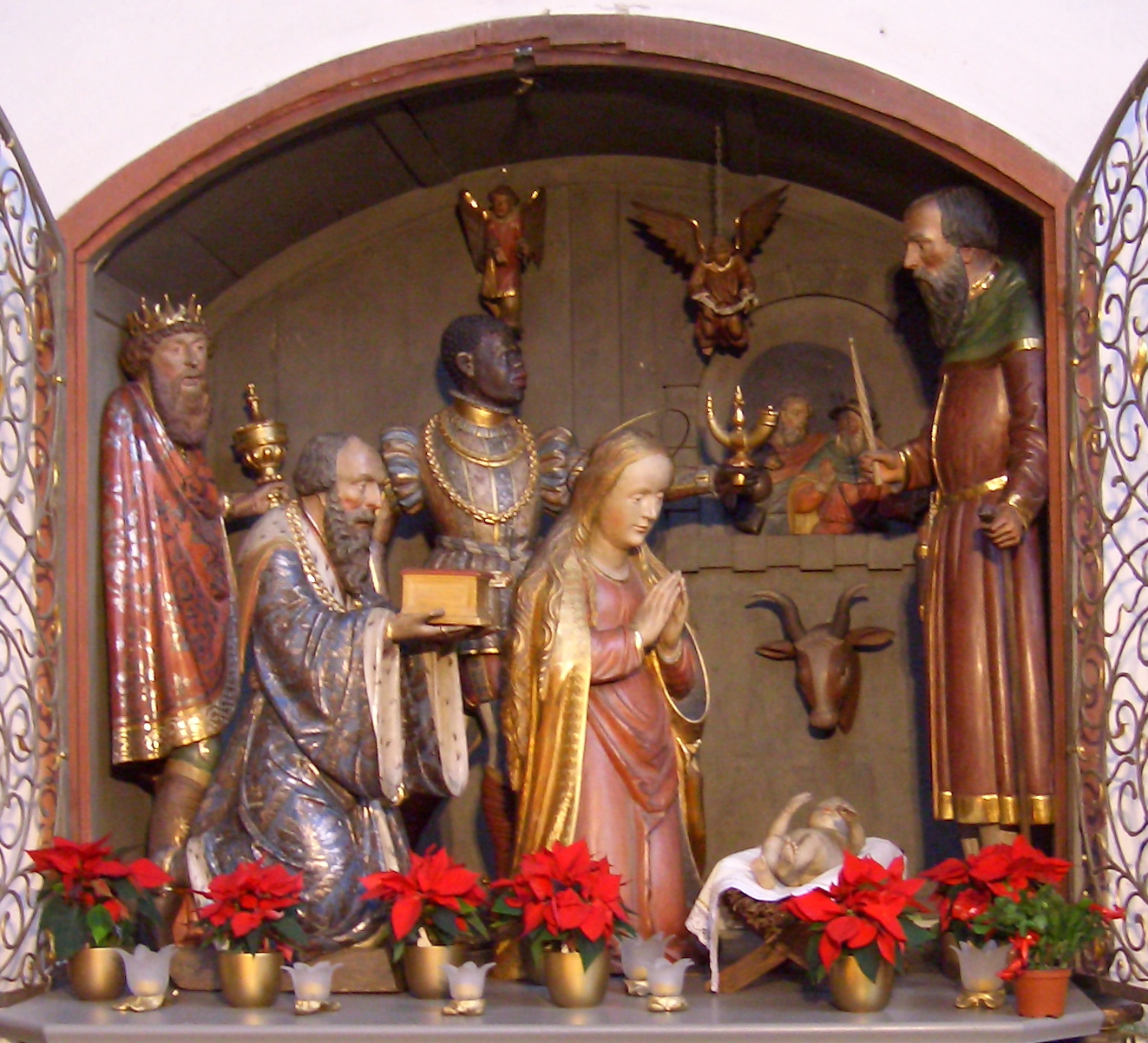
Domkrippe, 2006

Im Chorumgang befindet sich eine der ältesten Krippen Deutschlands. Sie wurde um 1580 vermutlich vom Augsburger Bildhauer Paulus Mair angefertigt. 2017 wurde das Figurenensemble erstmals seit 1949 restauriert. Dabei kam am Hintergrundbau der Krippe unter einer grauen Farbschicht eine über 200 Jahre alte Bemalung zum Vorschein, die den Stall von Bethlehem zeigt. Links neben der Krippe ist eine Gedenktafel angebracht. Sie erinnert an den früheren Augsburger Domkapitular Christoph von Schmid. Auf ihn geht unter anderem das Weihnachtslied „Ihr Kinderlein, kommet“ zurück.

## Heiliges Grab
In der Marienkapelle wird alljährlich in der Karwoche ein Heiliges Grab errichtet. Es besteht aus einem Baldachin aus rotem Tuch, dem Expositorium für die Monstranz und einer hölzernen, bemalten Grabhöhle mitsamt einer vollplastischen Figur des im Grab liegenden Christus. Das Expositorium ist ein Werk Augsburger Gold- und Silberschmiede aus dem Jahr 1645 und umfasst neben dem eigentlichen Aussetzungsthron noch zwei anbetende Engel, zwei Ziervasen und ein Kreuz mit dargestelltem Leintuch von der Kreuzabnahme Jesu. Zur Aussetzung der Monstranz wird eine mechanische Vorrichtung genutzt, um die Monstranz in die hochgelegene, dafür vorgesehene Position zu stellen. Die Grabnische stellt in Grautönen gehaltene akkurat gemauerte Steine dar; weitere Assistenzfiguren wie Wächter oder allegorische Personen fehlen dort. Zu Ostern wird in die Nische für die Monstranz eine Figur des Auferstandenen gestellt und der Grabchristus mit einem weißen Tuch bedeckt.
Von 2019 bis 2023 war dieser Brauch unterbrochen, zeitweise bedingt durch die Maßnahmen gegen die COVID-19-Pandemie, als im Augsburger Dom auch keine öffentlichen Gottesdienste stattfanden. 2023 gab es wieder das gewohnte Hl. Grab in der Marienkapelle des Domes.

## Diözesanmuseum St. Afra

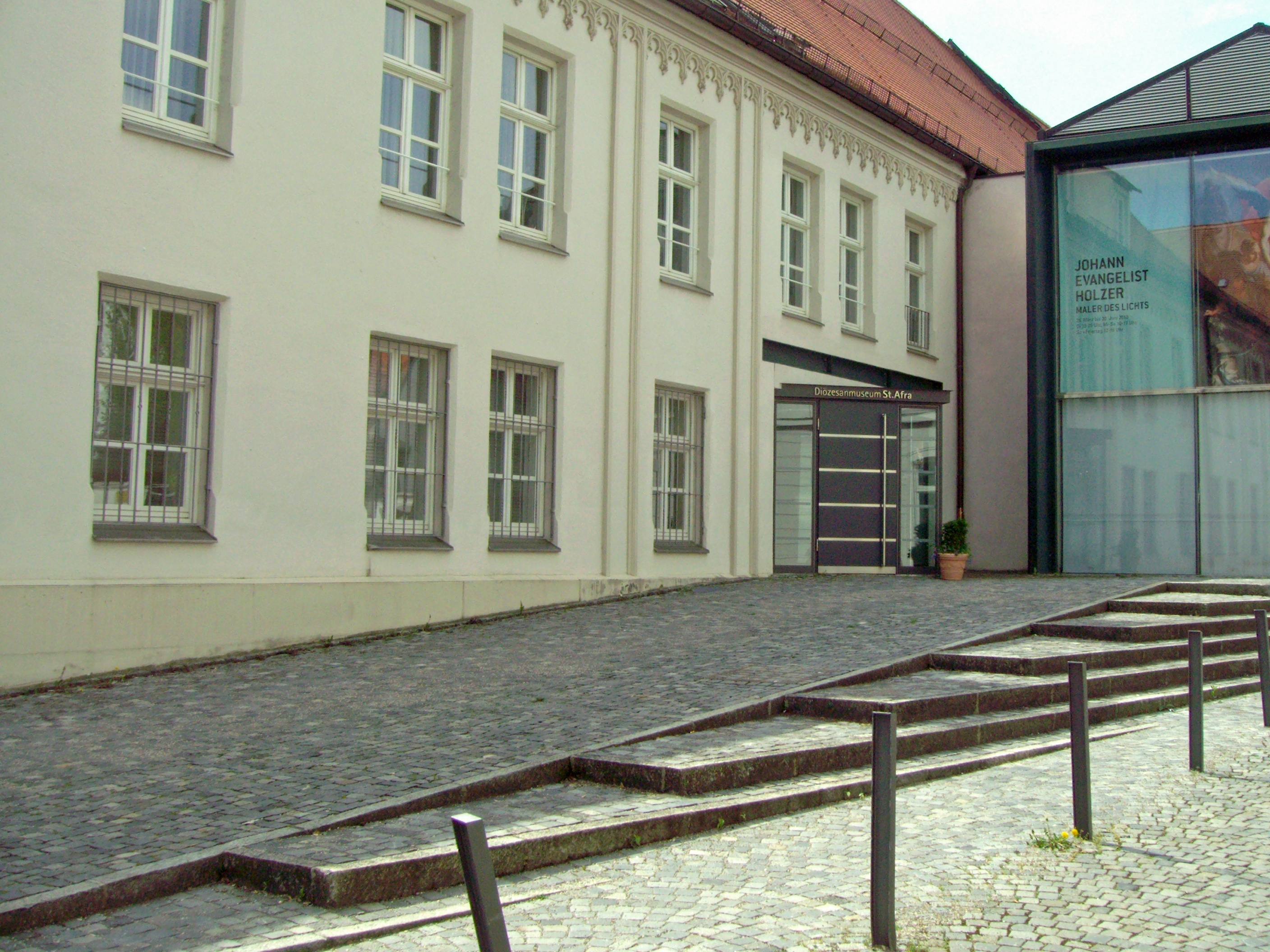
Eingangsbereich des Diözesanmuseums St. Afra

Direkt neben dem Augsburger Dom wurde vom Bistum ein Diözesanmuseum errichtet, um dort den Domschatz und weitere kirchliche Kunstwerke auszustellen. Entwickelt wurde das Museum in teilweise historischem Baubestand und in einem Neubau, eröffnet im Jahr 2000. Dort ist auch die originale Bronzetür, das älteste Kunstwerk des Doms, ausgestellt.

## Domvorplatz
Der Platz südlich des Doms wurde 1985 anlässlich der 2000-Jahr-Feier Augsburgs neu gestaltet.

### Max-Josef-Metzger-Stele
Auf dem Domvorplatz befindet sich eine Stele mit einer Büste von Max Josef Metzger, der als Pazifist von den Nationalsozialisten hingerichtet wurde und als Glaubenszeuge in das Deutsche Martyrologium des 20. Jahrhunderts aufgenommen wurde. Das Denkmal ist ein Werk von Hans Ladner und wurde 1973 enthüllt. Die Stele trägt die Inschrift „Für den Frieden der Welt und die Einheit der Kirche“. Hier findet jedes Jahr am 17. April, Metzgers Todestag, eine Gedenkfeier statt.

### Römermauer
An der Westseite des Domvorplatzes befindet sich die Römermauer. Sie besteht aus einer 1954 errichteten Backsteinmauer mit einer schlanken Stahlüberdachung. Vor der Mauer und in sie eingelassen sind Funde aus der Zeit des römischen Augsburgs. Aus konservatorischen Gründen werden dort nur Nachbildungen gezeigt.

### Dombrunnen
Im Osten des Domvorplatzes befindet sich an einer kleinen Geländestufe der Dombrunnen. Das Brunnenbecken besteht aus Flossenbürger Granit und trägt lebensgroße Bronzefiguren der drei eng mit Augsburg verbundenen Bistumspatrone (der heilige Bischof Ulrich, die heilige Afra und der heilige Bischof Simpert). Der Brunnen ist ein Werk von Josef Henselmann, der zuvor den bronzenen Hochaltar des Ostchors geschaffen hatte, und wurde 1985 anlässlich der Neugestaltung des Domvorplatzes aufgestellt.

### St. Johann
Im Süden des Domvorplatzes gewährt eine große Öffnung im Boden den Blick auf die Fundamente der ehemaligen Kirche St. Johann. Eine Tafel erläutert die Befunde.

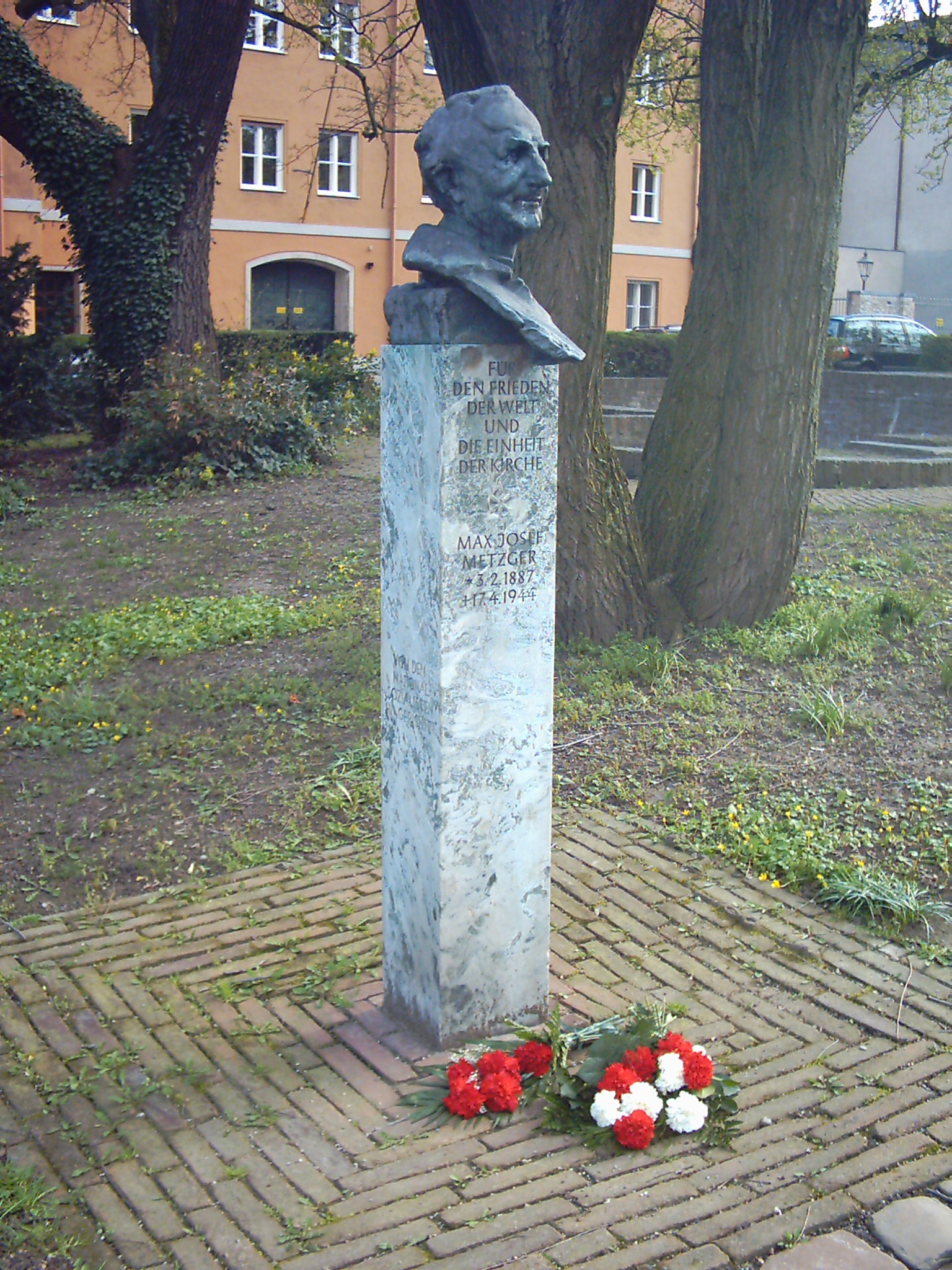
Stele mit der Büste Max Josef Metzgers
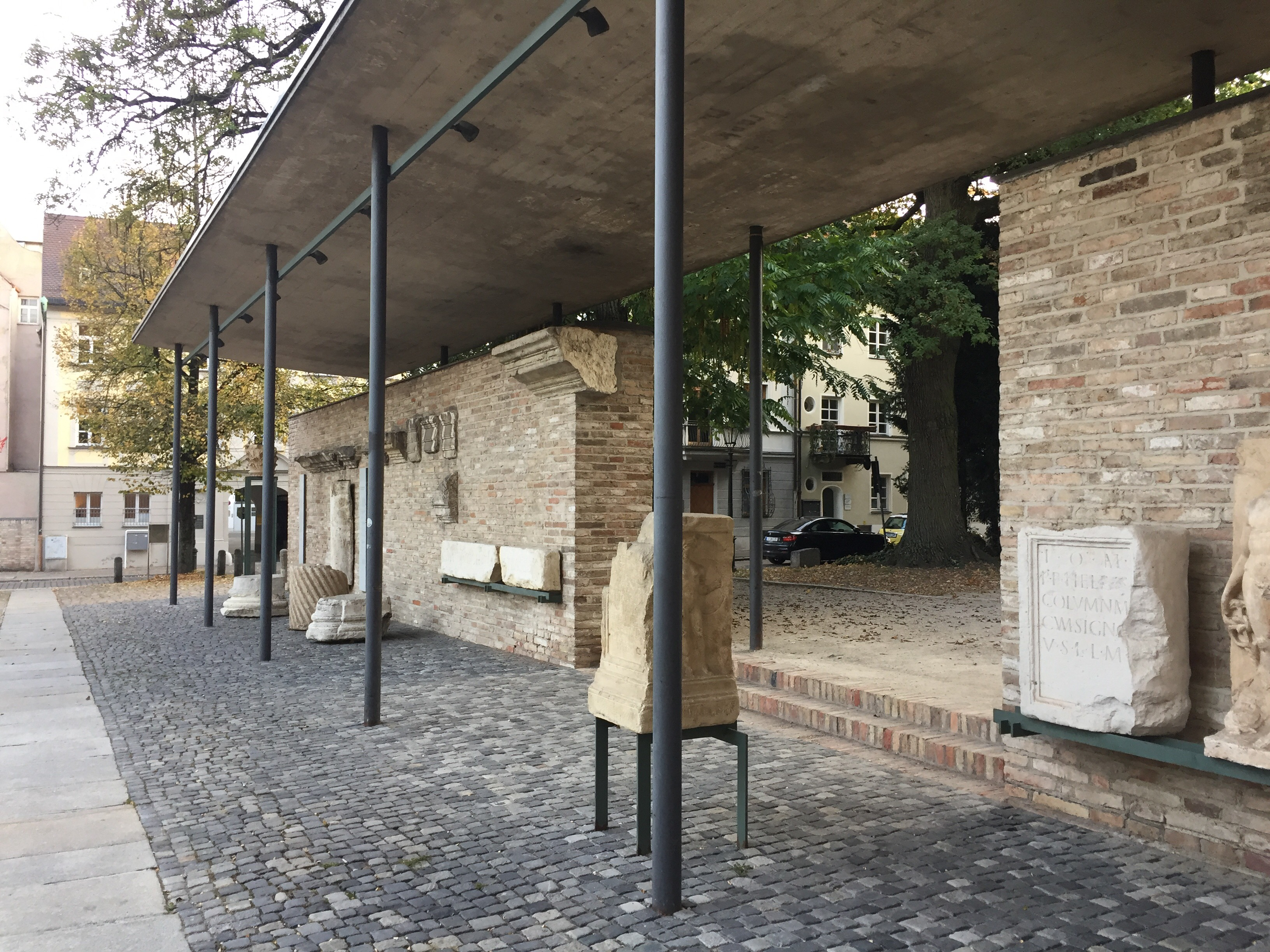
Die Römermauer
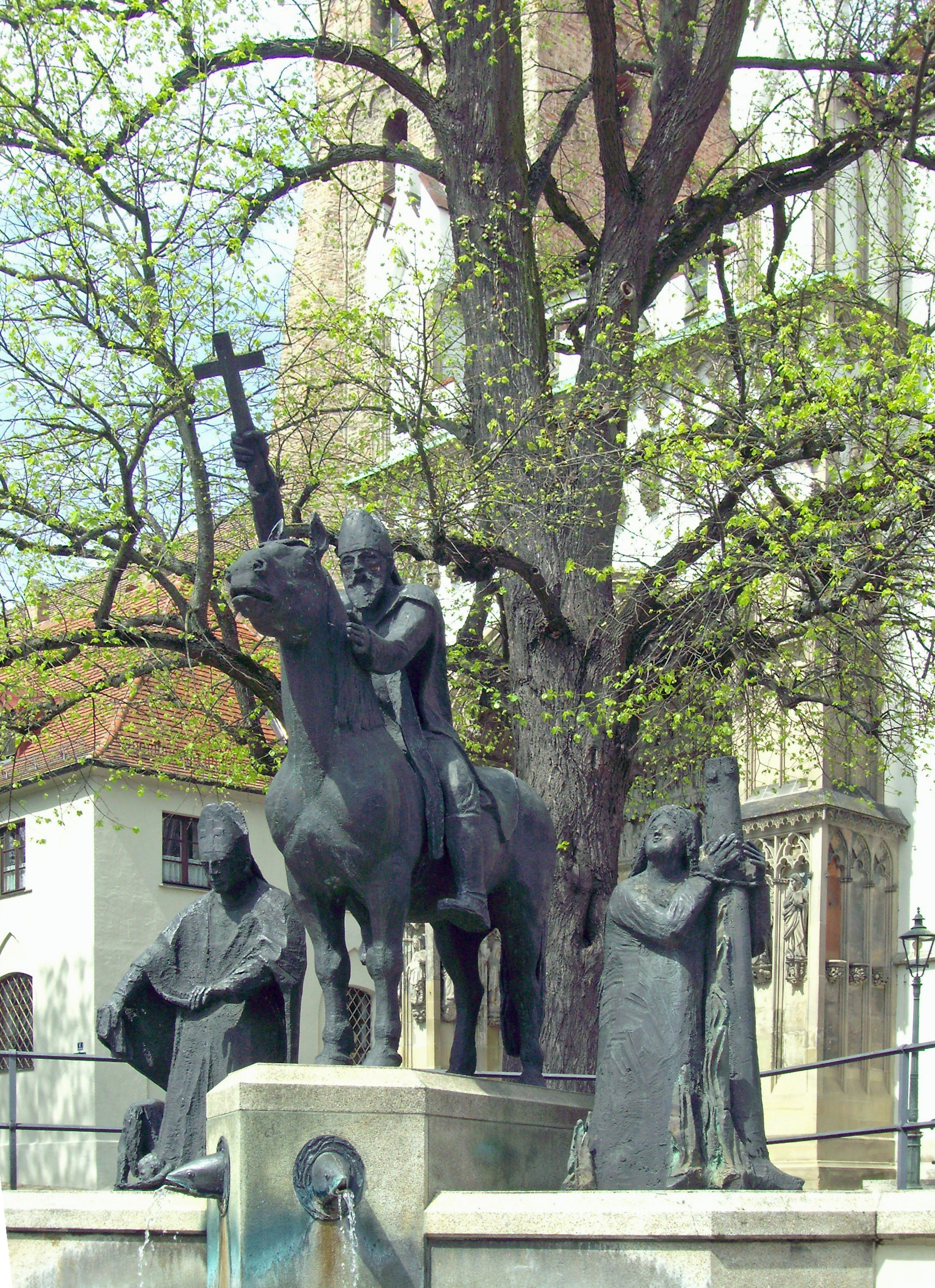
Der Dombrunnen